# Турецька кухня

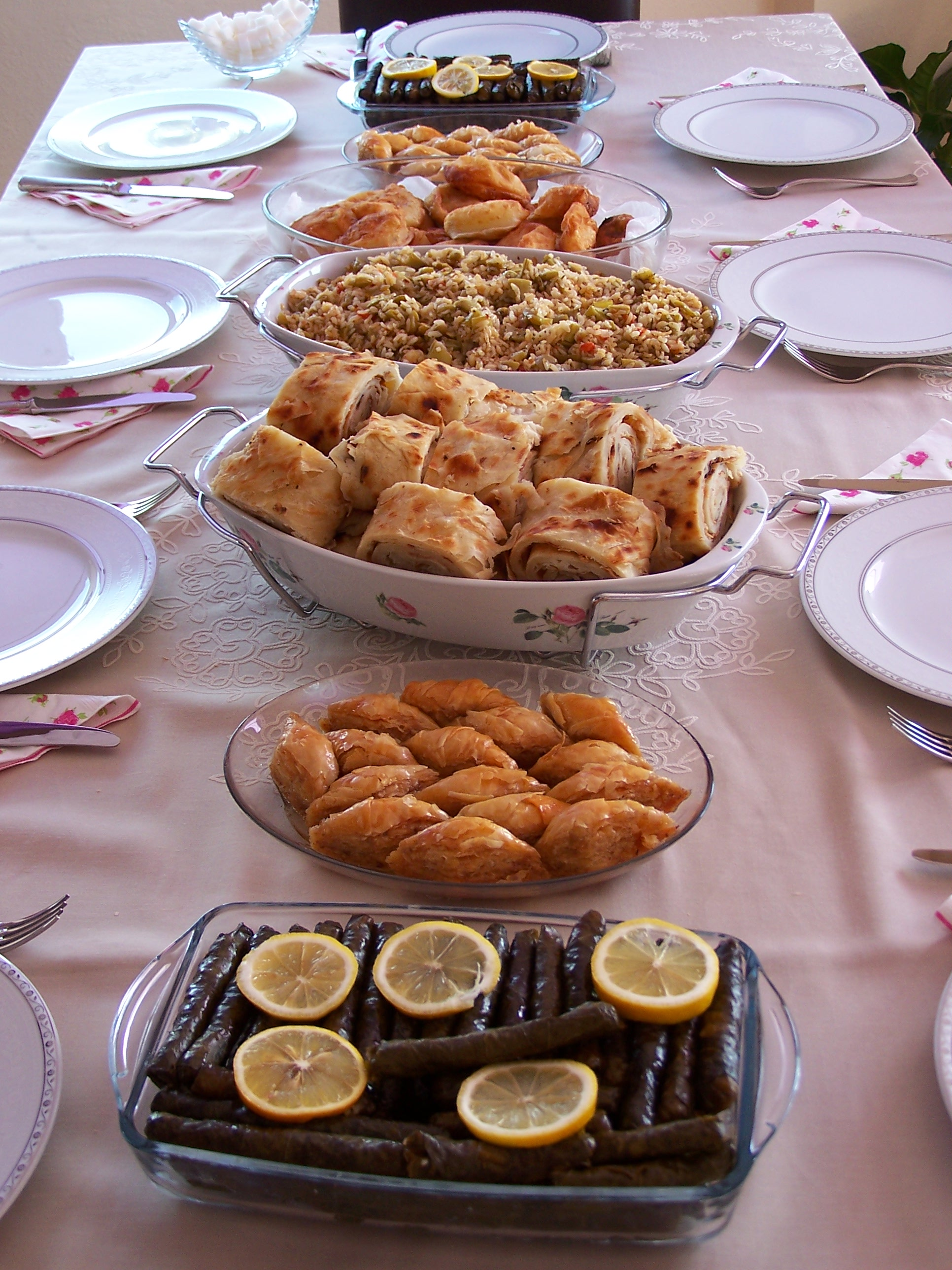
Страви турецької кухні

Турецька кухня (тур. Türk mutfağı) — склалася з традиційної кухні турків-кочівників під впливом грецької, арабської та південно-слов'янської кухонь.

## Історія
Турецька кухня йде своїми коріннями в Османську імперію. При її характеристиці не обійтися без короткого екскурсу в історію. Засновники Османської імперії належали до підгрупи тюркських племен, які в V столітті правили державою кочових народів у Східному Сибіру. Коли згодом вони перевалили через Персію убік Європи, це було не Велике переселення народів, а завойовницькі походи кінноти, які порівнянні тільки із хрестовими походами. Цей народ підкорив собі величезні території Південно-Східної Європи ще за 150 років до того, як в 1453 році захопив Константинополь і тим самим завдав смертельного удару Східній Римській імперії (Візантії). Східна військова знать швидко засвоїла культурну спадщину західного світу. Шлюби із принцесами й вищою аристократією з усього середземноморського регіону привносили у візантійське середовище найрізноманітніші кулінарні впливи й уводили характерні риси кухні того народу, вихідцем з якого був черговий правитель. Палацова знать вважала нових завойовників варварами, і не тільки за їхню релігію. Воїни з кочовим минулим не надто розумілися в кулінарії — їм було досить настромити на шампур шматки м'яса й обсмажити їх прямо на багатті або зварити боби у великому казані. По суті це й були єдині елементи, якими турецька османська імперія збагатила візантійську кухню. М'ясо на рожні люля кебаб у споконвічній формі збереглося дотепер, і примітно, що його перейняли візири й намісники султана у всіх васальних країнах імперії. Суповий казан став символом елітарної групи султанських яничарів, але й після їхньої заборони в 1826 році він залишився в турецькій кухні.
Отже, жодна страва, що вважається турецькою, не була принесена із сибірської держави, та й згодом не придумана османами. Все це  — страви правлячої верхівки Візантійської імперії, частково модифіковані й варійовані за допомогою додаткових компонентів. Що ж стосується цілої низки вишуканих солодощів і борошняних виробів, то вони за тисячоріччя анітрохи не змінилися. Поряд з м'ясом, — а в Туреччині це насамперед баранина, козлятина й м'ясо домашньої птиці, — важливу роль грає рис. У Малій Азії рис обробляють із епохи Александра Македонського, але в Туреччині — ймовірно, з часів Східної Римської імперії. До найпоширеніших народних страв належить пилав, тобто плов, що має багато варіантів: м'ясний, овочевий і навіть солодкий. Ще одну важливу культурну рослину — кукурудзу принесли в імперію венеційці після того, як, завезена з Америки, вона прищепилася в них на батьківщині. До цього народні низи використовували дикі злаки: сорго, дикоростучі види пшениці й гречки. Страви з круп і дотепер займають у турецькій кухні істотне місце. Однак набагато більше поширені бобові, особливо квасоля, сочевиця і нут (баранячий горох). Американське ж походження мають і два овочі, без яких турецьку кухню взагалі неможливо собі представити — помідори й солодкий перець. Безліч інших культурних рослин і насамперед пряностей принесли в країну арабські купці в часи Османської імперії.

## Супи
У Туреччині супи, до яких подається хліб, досить поживні і різноманітні. У літній період заготовляється тархана: тісто, у яке додаються прянощі, а потім воно засушується на сонці і пропускається через сито. Ця заготівля, що має багатовікову традицію, взимку перетворюється в супи з допомогою води і томатної пасти. У приготуванні супів існує чотири основних методи: супи на курячому бульйоні, а також супи на м'ясному бульйоні з додаванням локшини, рису й овочів, квасолі і йогурту; супи, заправлені лимонним соком, яйцями; суп з помідорів, протерті супи з олією.

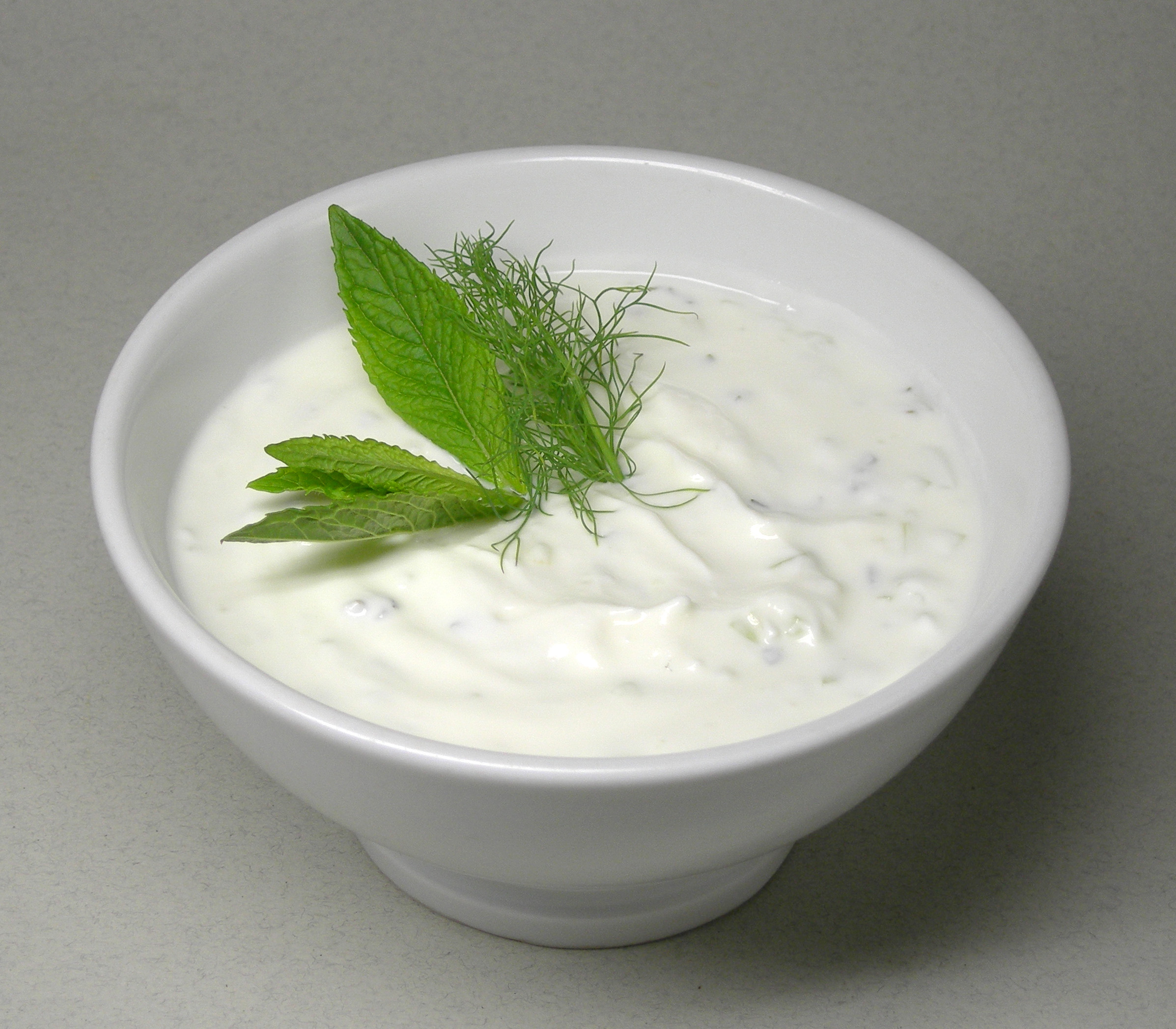
Джаджик

Виключенням серед гарячих, апетитних супів є «джаджик» — страва зі свіжих огірків і холодного йогурту, нагадує окрошку. Джаджик є головною або прохолодною стравою, що подають із пловом.
Найбільше зустрічаються супи (чорба): сочевична юшка (мерджимек чорбаси), суп з тельбуху (ішкембе чорбаси) або рисовий суп з йогуртом і м'ятою (яйла чорбаси).

## М'ясо

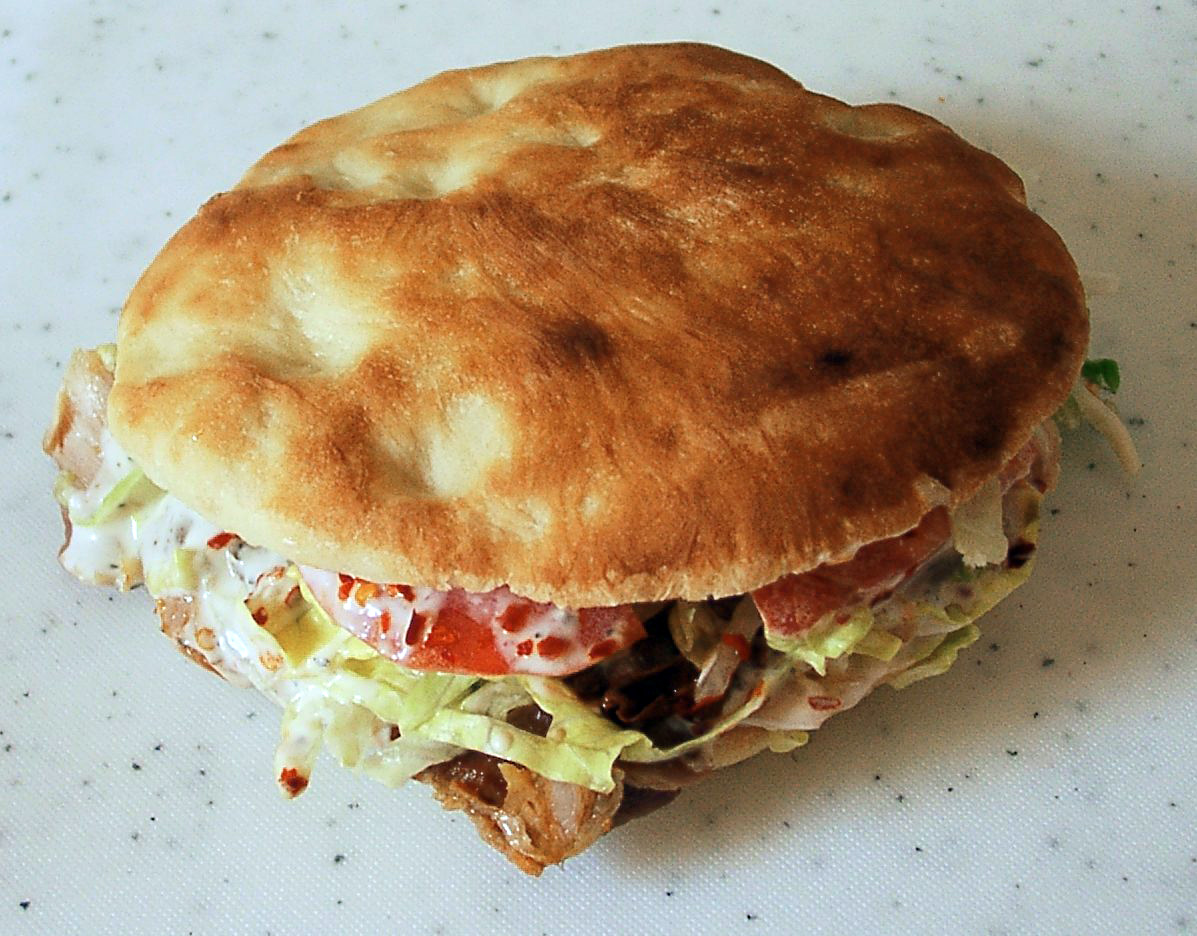
Донер кебаб

Пріоритет віддається стравам з яловичини і баранини. Велика частина м'ясних страв готується на барбекю, усі вони поєднуються словом кебаб. Усі котлети, не залежно від того з чого вони зроблені, у Туреччині називаються «кюфте». Їх безліч, називаються вони по імені місцевості, частіше села. Типові турецькі страви — дьонер і кебаб- різновид добре відомого всім шашлика. А ось тандир-кебаб — це ціла бараняча туша, запечена на вогнищі в ямі, яку спеціально виривають у землі. Серед безлічі м'ясних страв цікаві також «изгара» — кульки або ковбаски з фаршу.
При приготуванні кебабів місцеві кухарі керуються багатим досвідом предків. Серед різновидів кебабів, що обов'язково готується на вогні або вугіллі, а в деяких випадках і в посуді, але без води, — шиш-кебаб (Шашлик), донер-кебаб, що нагадує шаурму, але менш соковитий. Своєю назвою багато шашликів у Туреччині зобов'язані місцю їхнього походження. Це — й адана-кебаб -і рубана баранина, приправлена червоним перцем і зеленню, і делікатесний бурса-кебаб, при готуванні якого використовується баранчик, приправлений такою кількістю цибулі, що м'ясо здобуває неймовірний аромат. Курячим стравам відведене особливе місце в турецькій кухні. Але разом з тим, царицею новорічних трапез є індичка, заправлена пловом з каштанами.

## Овочі та інші рослинні продукти

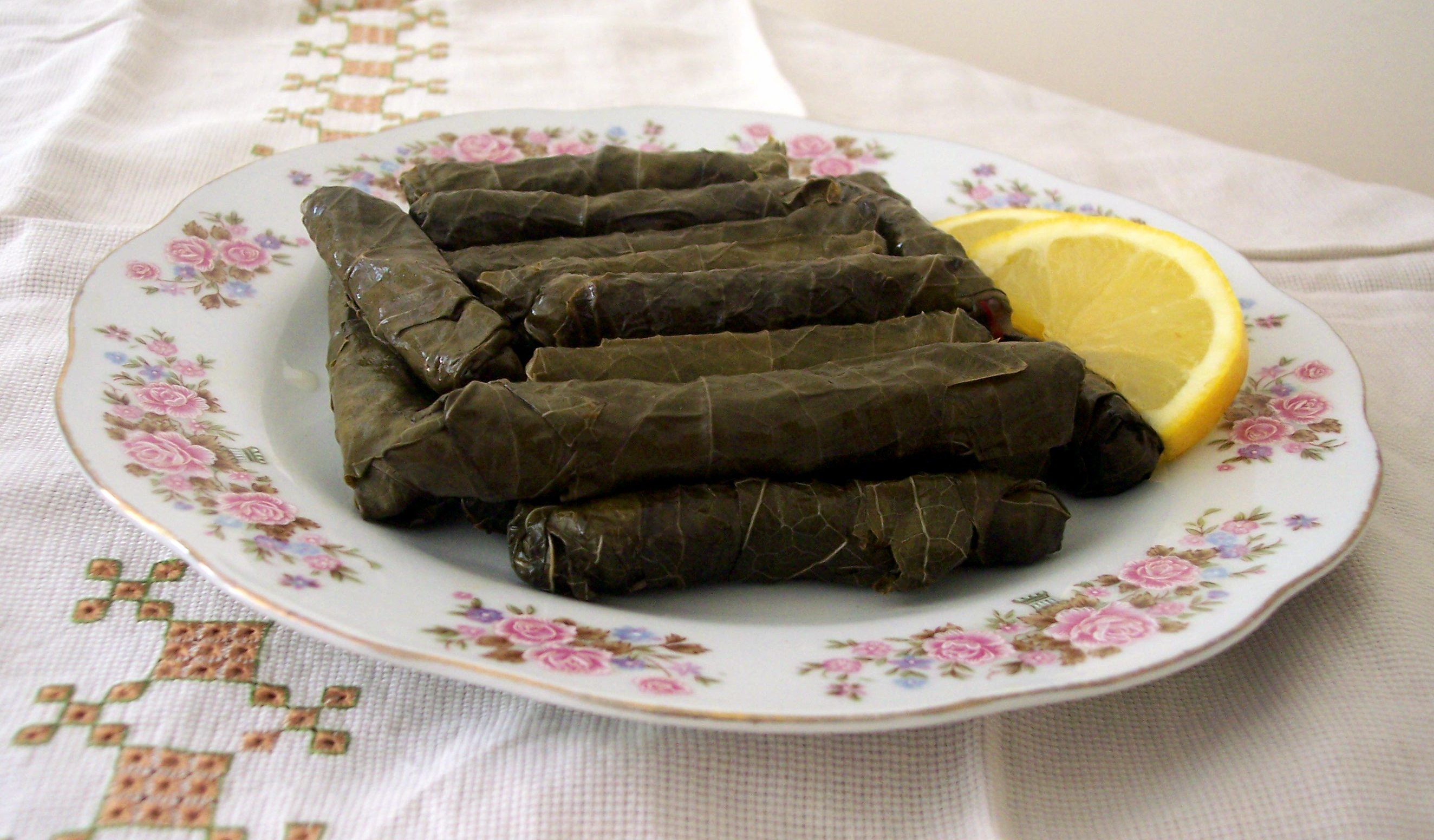
Сарма

Овочеве блюдо може бути основним у турецькій трапезі. Використовуються найрізноманітніші овочі, такі як шпинат, цибуля-порей, цвітна капуста, артишоки, капуста, селера , баклажани, зелений і червоний солодкий перець, стручкова квасоля і топінамбур. Типова овочева страва готується на основі нарізаної цибулі та моркви, обсмажених спочатку в оливковій олії, а потім із помідорами або томатною пастою. Потім додадуться овочі та гаряча вода. Нерідко додають ще ложку рису та лимонний сік. Овочеві страви зазвичай подаються водою, в якій вони готувалися, тому розмовною турецькою мовою їх часто називають sulu yemek (буквально «страва з соком»). М'ясний фарш також може бути доданий, але зазвичай овочеві страви, приготовані на оливковій олії (zeytinyağlılar), часто подаються холодними і не містять м'яса. Шпинат, цибуля-порей, стручкова квасоля та артишок з оливковою олією - одні з найпоширеніших страв у Туреччині.
Крім овочів у Туреччині активно використовуються бобові культури, особливо квасоля, нут, біб кінський, червона і зелена сочевиця.
Горіхи, особливо фісташки, каштани, фундук, мигдаль і горіх волоський займають особливе місце в турецькій кухні та широко використовуються у десертах, або їх їдять окремо. На особу на рік з'їдається близько 1,5 кг фісташок.
Завдяки клімату у Туреччині виростають різноманітні види фруктів. Сливи, абрикоси, гранати, груші, яблука, виноград, інжир і айва, а також багато видів цитрусових є фруктами, що найчастіше використовуються в турецькій кухні, у свіжому або сушеному вигляді.

## Закуски та салати

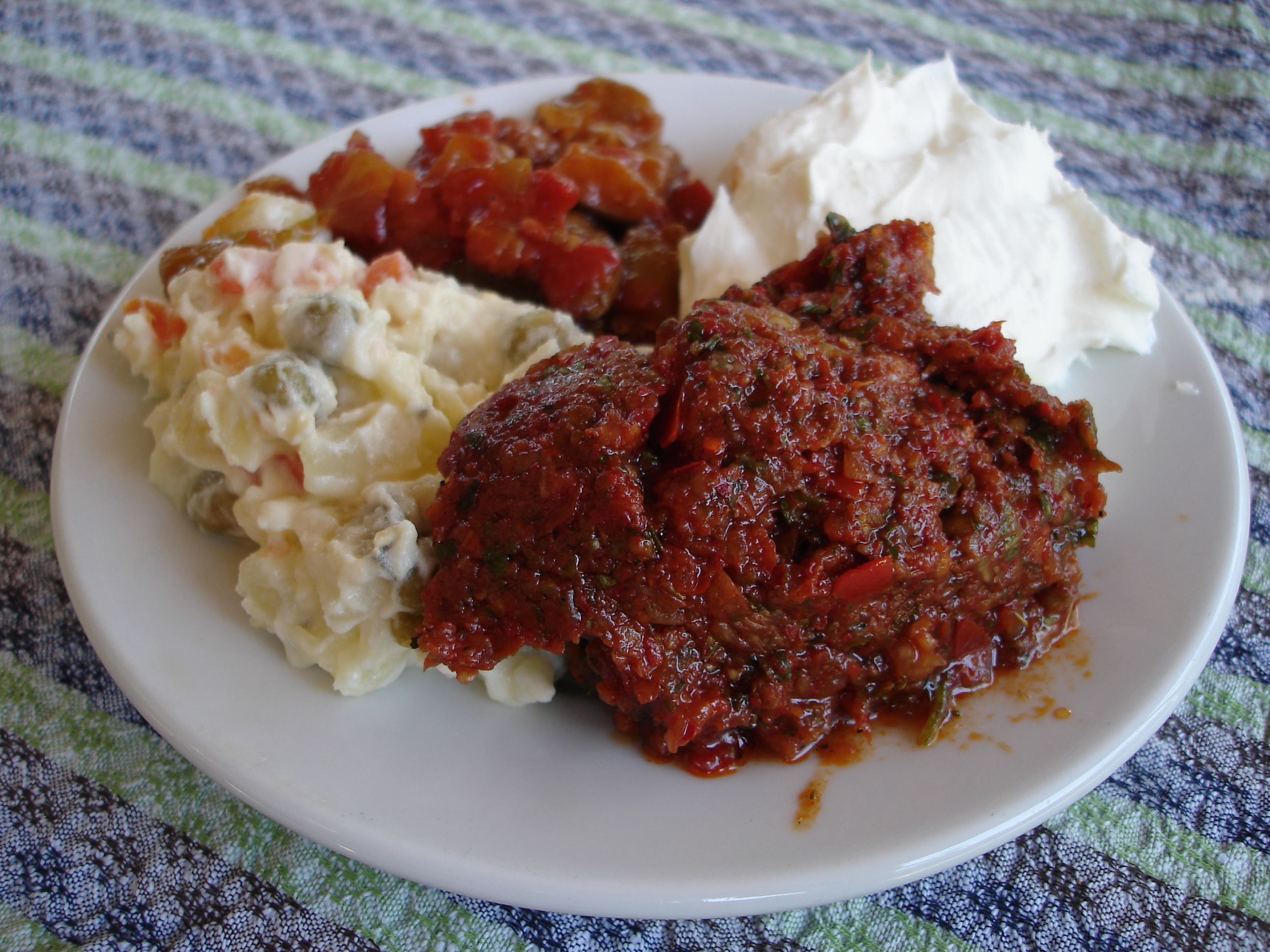
Турецькі закуски — мезе

Закуски (meze — мезе) і салати (solata — салату), різноманітні і смачні, що цілком можна пообідати ними одними. Звичайно офіціант приносить ціле підношення закусок на вибір. Найбільш поширений варіант салату містить свіжі помідори, огірки та солодкий перець, він заправляється оливковою олією, перцем та лимонним соком. До цієї основи за смаком додаються бринза, оливки, рукола або гранатовий сироп.
Відома долма, тут використовуються помідори, кабачки, баклажани, перець і виноградні листи. Вони наповняються рисом, горіхами, пряностями і готуються з маслиновою олією і з лимоном. Невід'ємними компонентами турецької кухні є цибуля і часник.
Чіг-кефте (булгур з томатним соусом, рідше з сирим м'ясом) та мерджимек кефтесі (тефтелі з сочевиці та булгура) є ситними закусками, можуть також вживатися як самостійна страва.
Патлиджан салатаси (салат з баклажанів) - з підсмажених на грилі або сковороді баклажан знімається шкірка, вони давляться в пюре і перемішуються з давленим часником. Додаються сіль, петрушка та оливкова олія.
Кисир — салат з крупи булгур із зеленню та томатною пастою. 
Піяз — салат із квасолі із сирою цибулею.
Імам-баялди — половинки баклажанів, фаршировані тушкованими на оливковій олії помідорами, цибулею і часником.
Бабагануш (також в Туреччині називається абуганнуш) — пюре із запечених баклажанів з тахіні.
Хумус — пюре з вареного нуту з тахіні, оливковою олією, лимонним соком та спеціями.

## Хлібобулочні вироби

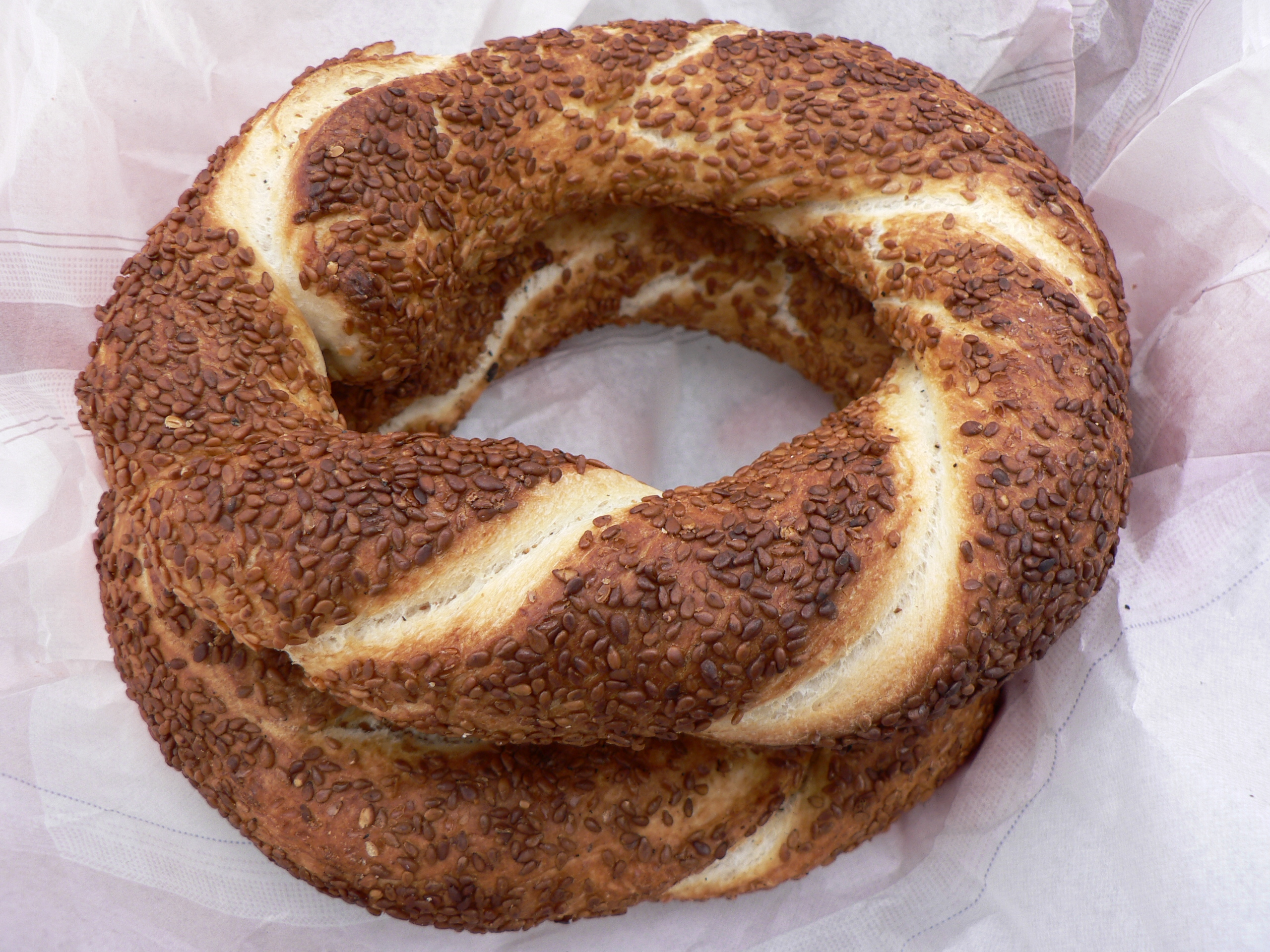
Симіт

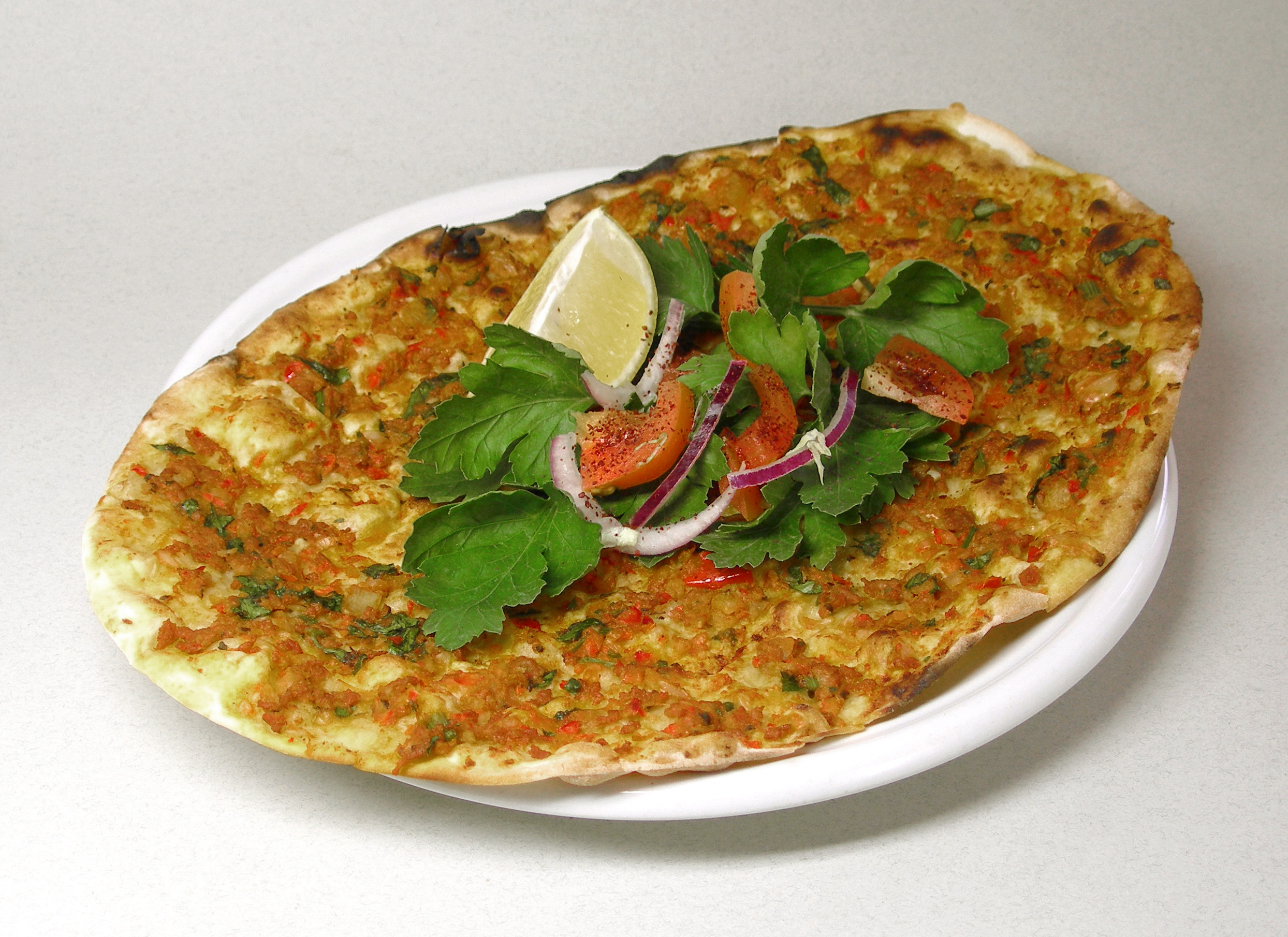
Лахмаджун з начинкою

Турецька кухня пропонує велику кількість різного виду хлібів, пирогів та печива.
Подавати хліб на стіл є традицією. Ось деякі з його видів:
- Піта — товстий м'який коржик з дріжджового тіста. Пропонується в більшості турецьких закусочних. У ресторанах, що спеціалізуються на піті, її подають з запеченим в ній сиром, м'ясним фаршем, овочами і іншим.
- Екмек — білий хліб. Сірі (з проса) та чорні сорти хліба (сомун) випікаються в сільській місцевості згідно домашніх рецептів і продаються переважно на ринках та ярмарках.
- Симіт — бублики, посипані кунжут ом. Продаються в Туреччині всюди, в тому числі і вуличними торговцями.
- Лахмаджун — турецька піца. Являє собою тонкий корж з м'ясним фаршем, дрібно нарізаними овочами і прянощами. Буває на смак «звичайний» і гострий.
- Ґозлеме — коржик. Являє собою тонко розкачане тісто (юфка). В якості начинки використовується суміш сиру зі шпинатом або начинку на вибір (фарш, сир, сир тощо)
- Бурек — невеликі запечені турецькі рогалики. Їх готують з лавашу, який нарізають трикутниками. Начинкою слугує сир, зелень та спеції

## Солодощі

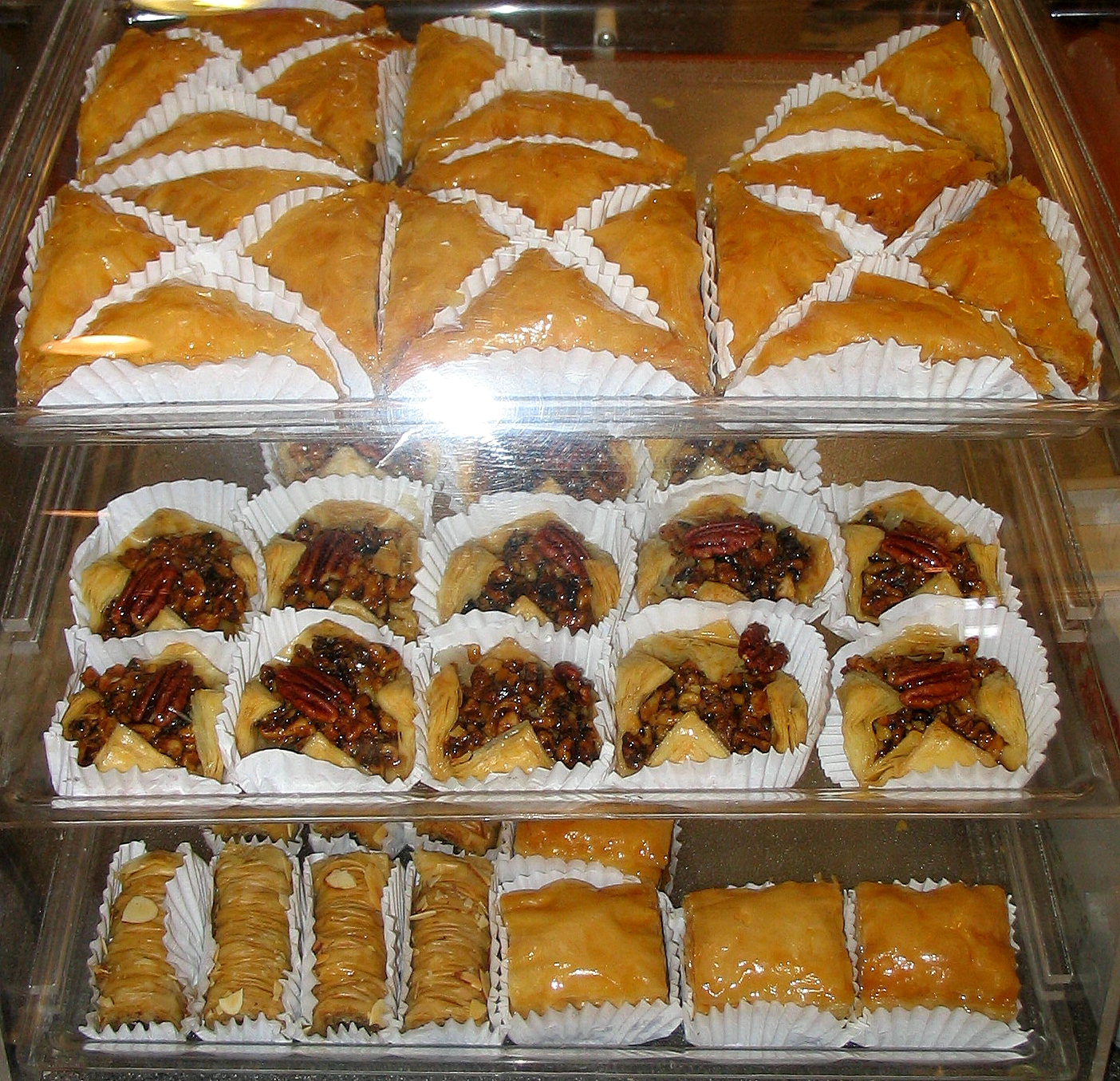
Різні види баклави

Особливе значення в турецькій кухні придаєтся насолодам. Вони мають особливі екзотичні назви. Найвідоміша з насолод — баклава (пахлава), але смачні також «ханимгебеї», цукати з каштанів, лукум, маджун та халва. «Султанським десертом» вважають виварені в сиропі шматочки тіста, посипані тертими волоськими горіхами й политі густим кремом. Фарширований персик, пудинг, свіжі фрукти подаються цілий рік.
Одна з найдивніших страв турецької кухні — це солодкий пудинг з курятини тавук гьоосю, який подавали у султанському палаці.

## Напої
- Популярні кава та чай.
- Національним напоєм є «раки» (ганусова горілка, ракія), що розбавляється водою і виходить напій, називаний «левине молоко».
- Айран — напій з йогурту з підсоленою водою.
- З вин відомі: сухе Вілла Долуджа, напівсолодке Долуджа Рислінг, а також класичне анатолійське вино Дикмен.
- Напій з ріпи — шалгам

### Алкогольні напої
Хоча більшість турків сповідують ісламську релігію, алкогольні напої тут так само широко доступні, як і будь-де. Раки — найпопулярніший алкогольний напій у Туреччині. 
Ankara був першим і єдиним віскі, виробленим у Туреччині. Його виробництво розпочалося у 1964 році і закінчилося у 2011 році.

## Типові страви
- кебаб
- долма — м'ясо з рисом загорнене у виноградний лист
- баклава

## Галерея

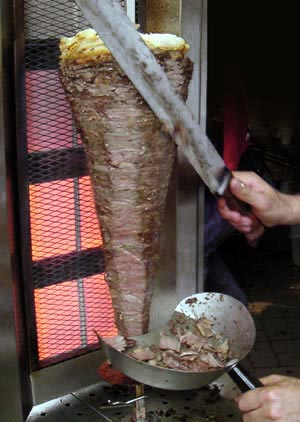
Донер-кебаб
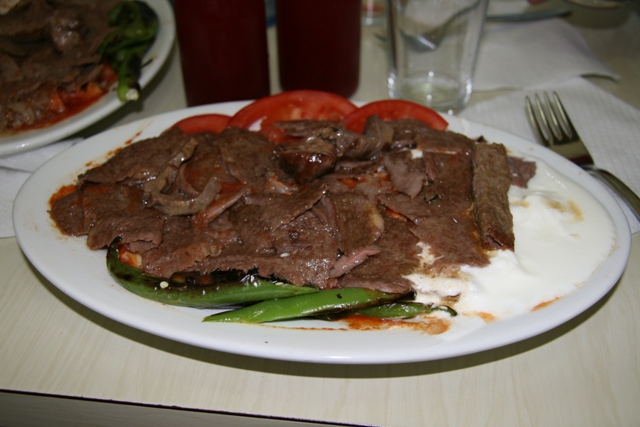
Іскендер кебаб
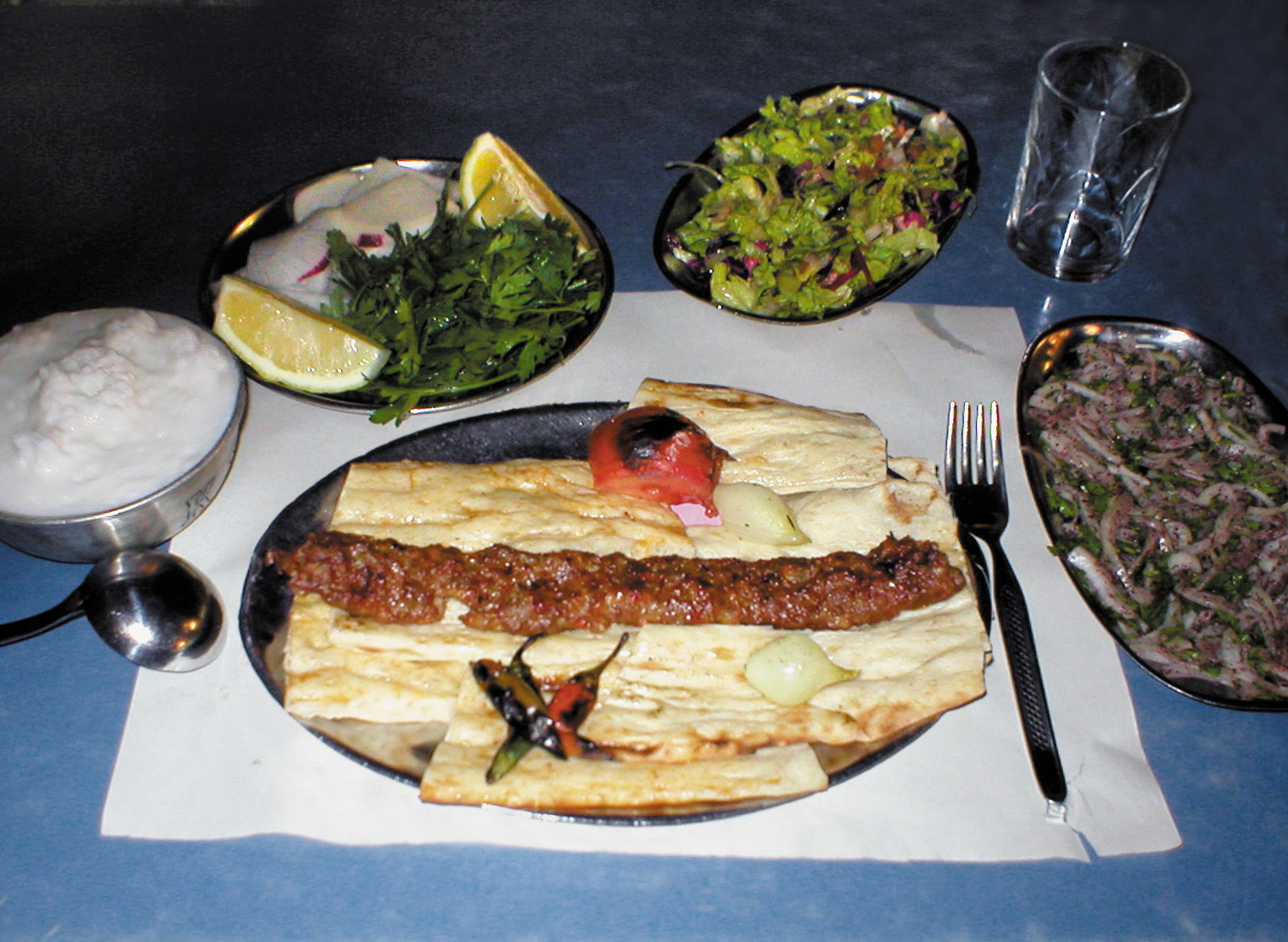
Адана кебаб
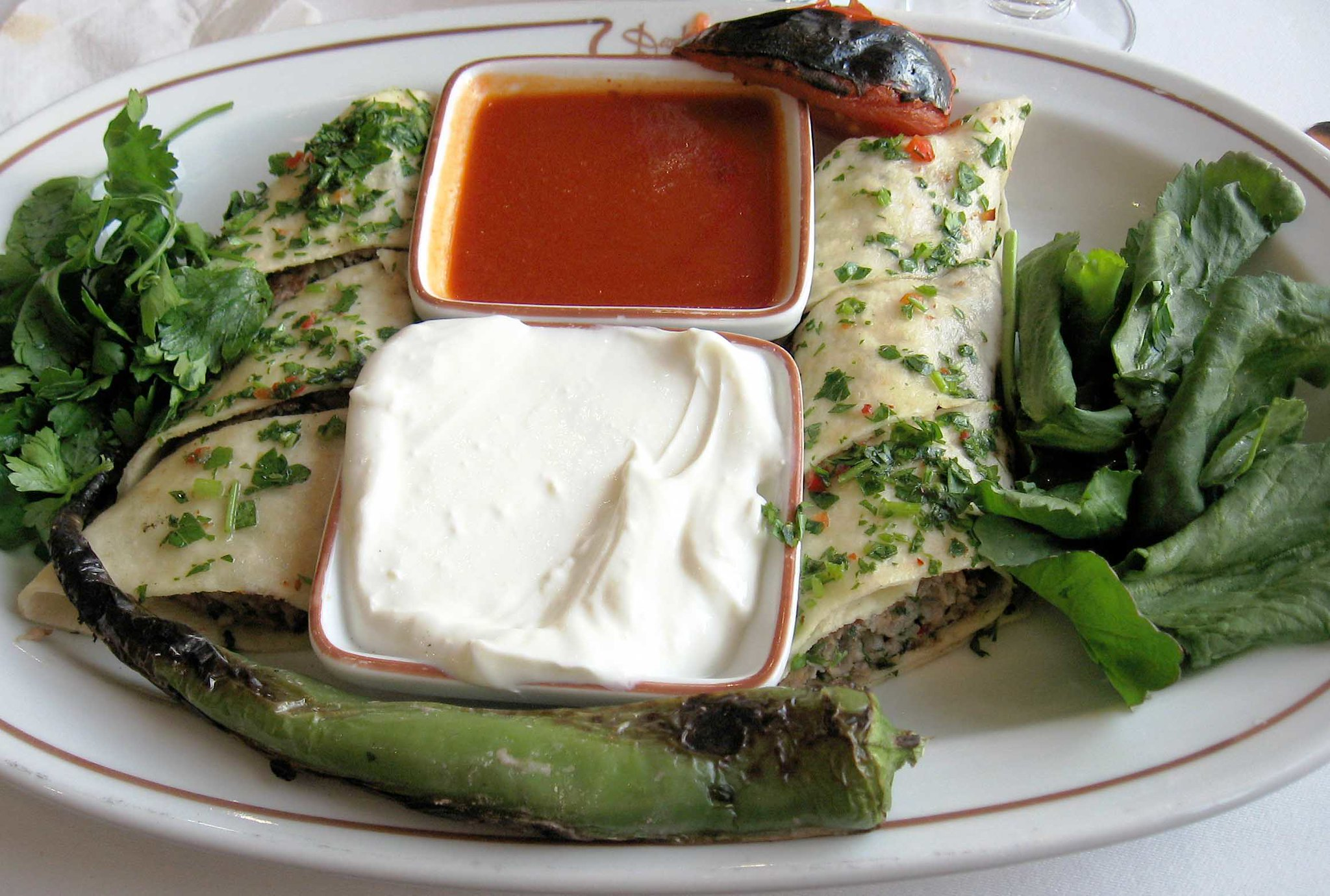
Бейті-кебаб
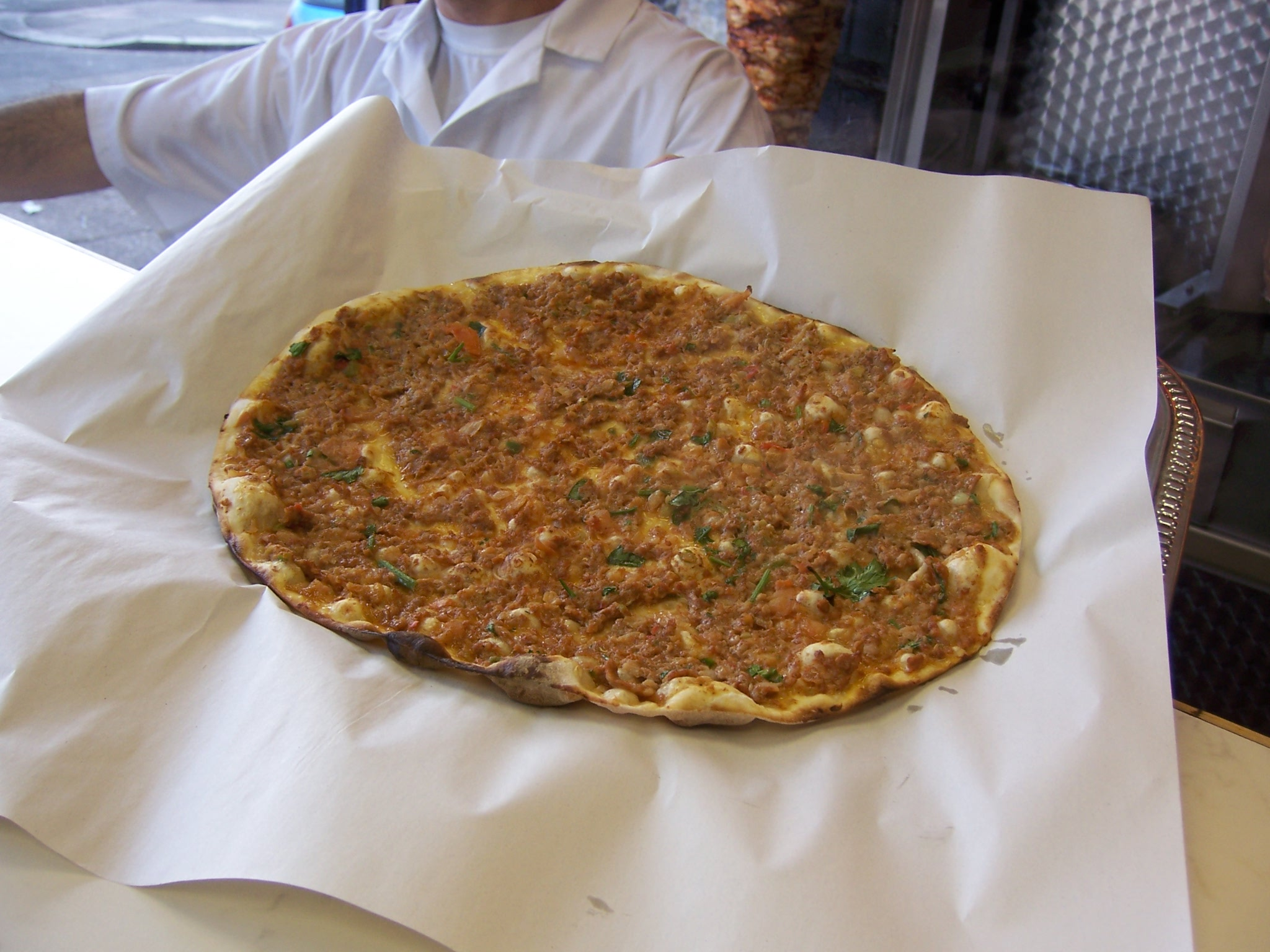
Лахмаджун
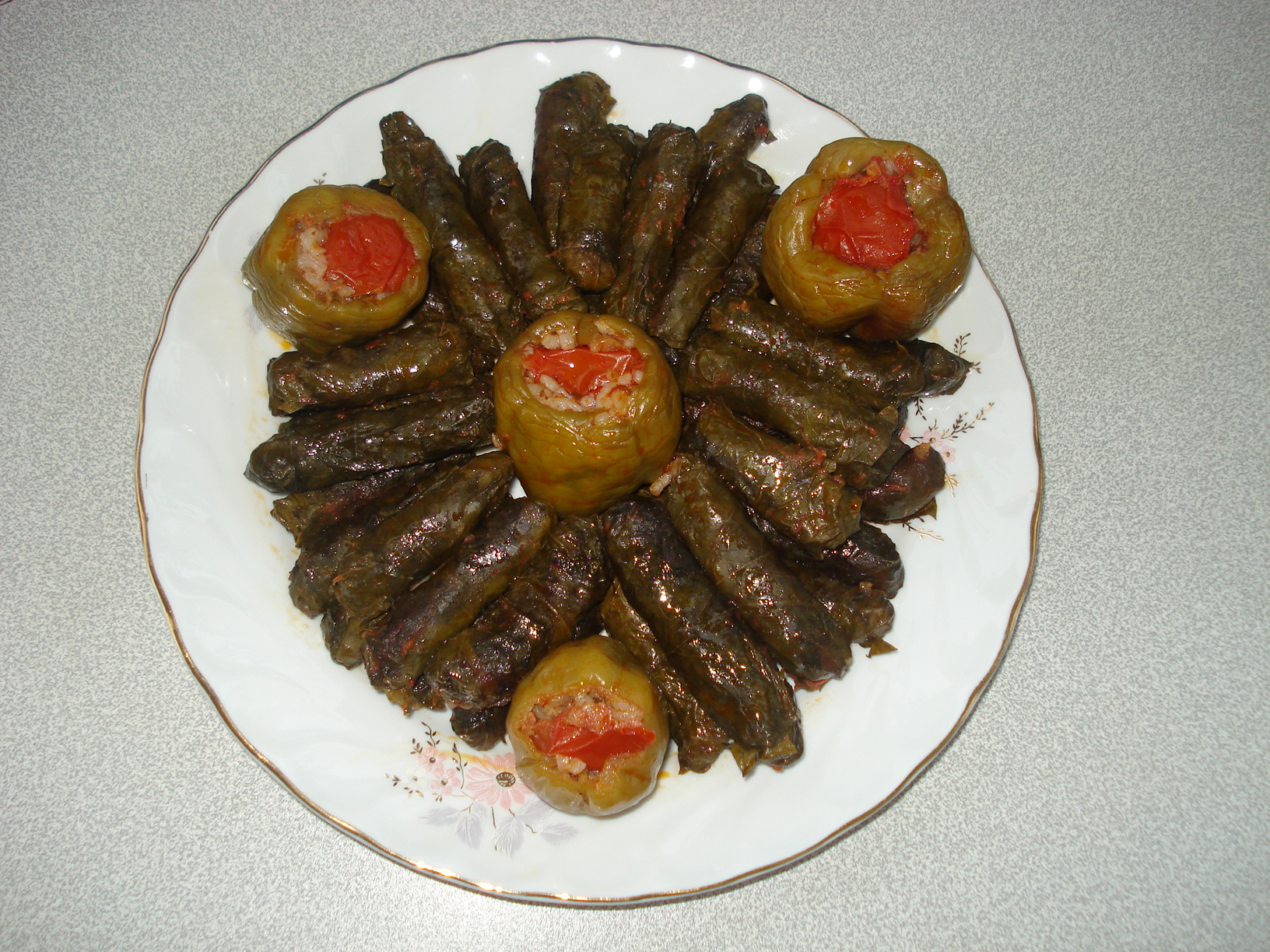
Долма
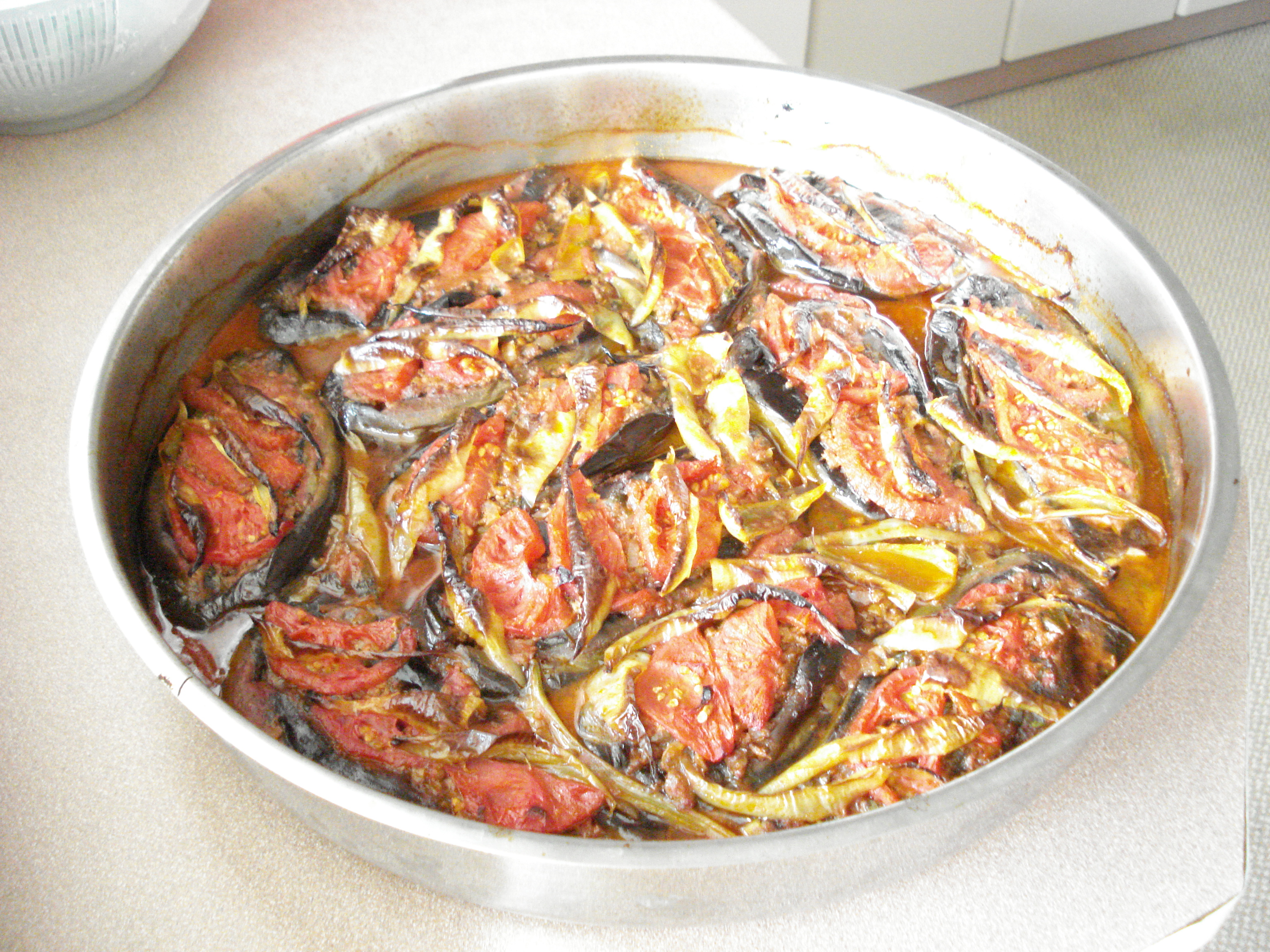
Карниярик
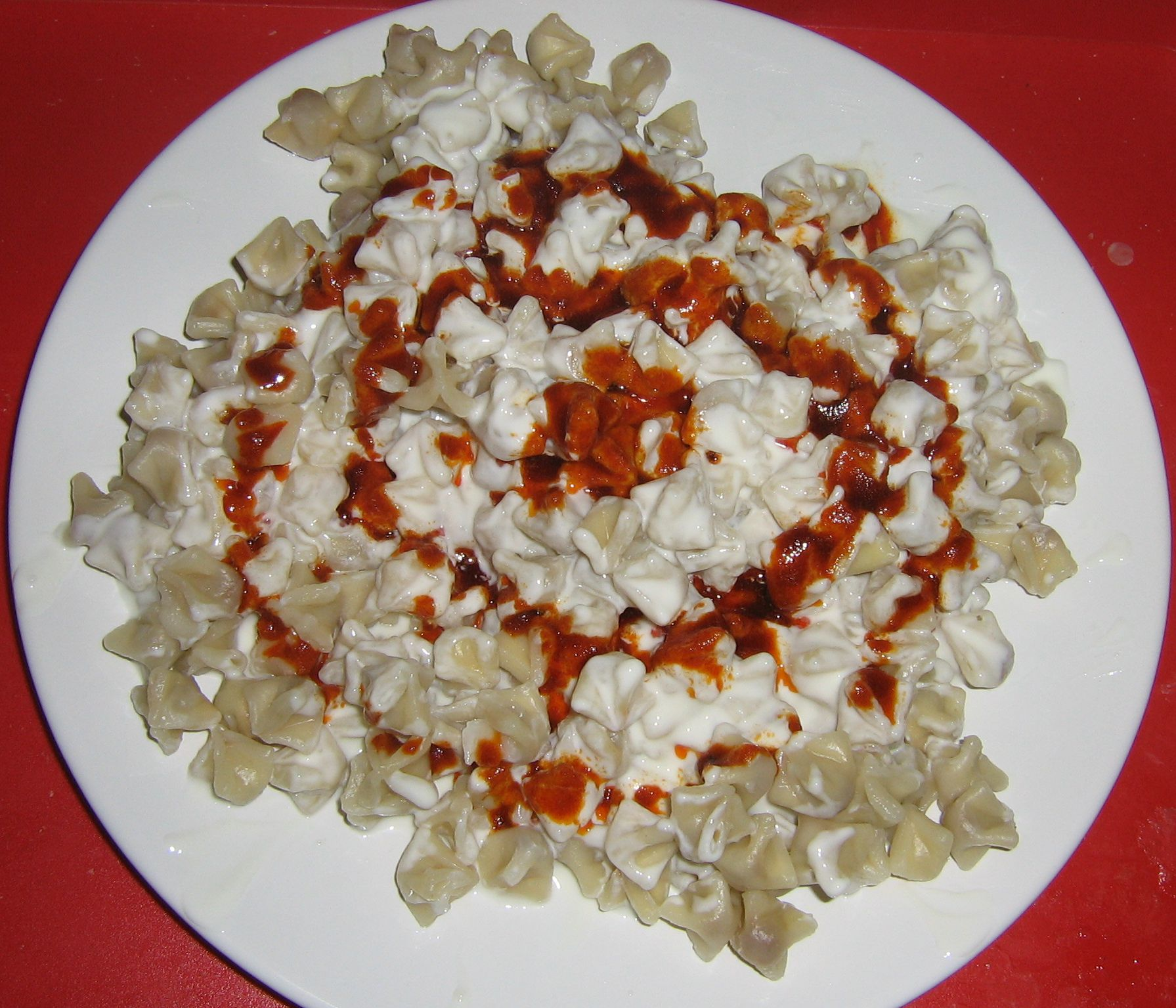
Манти
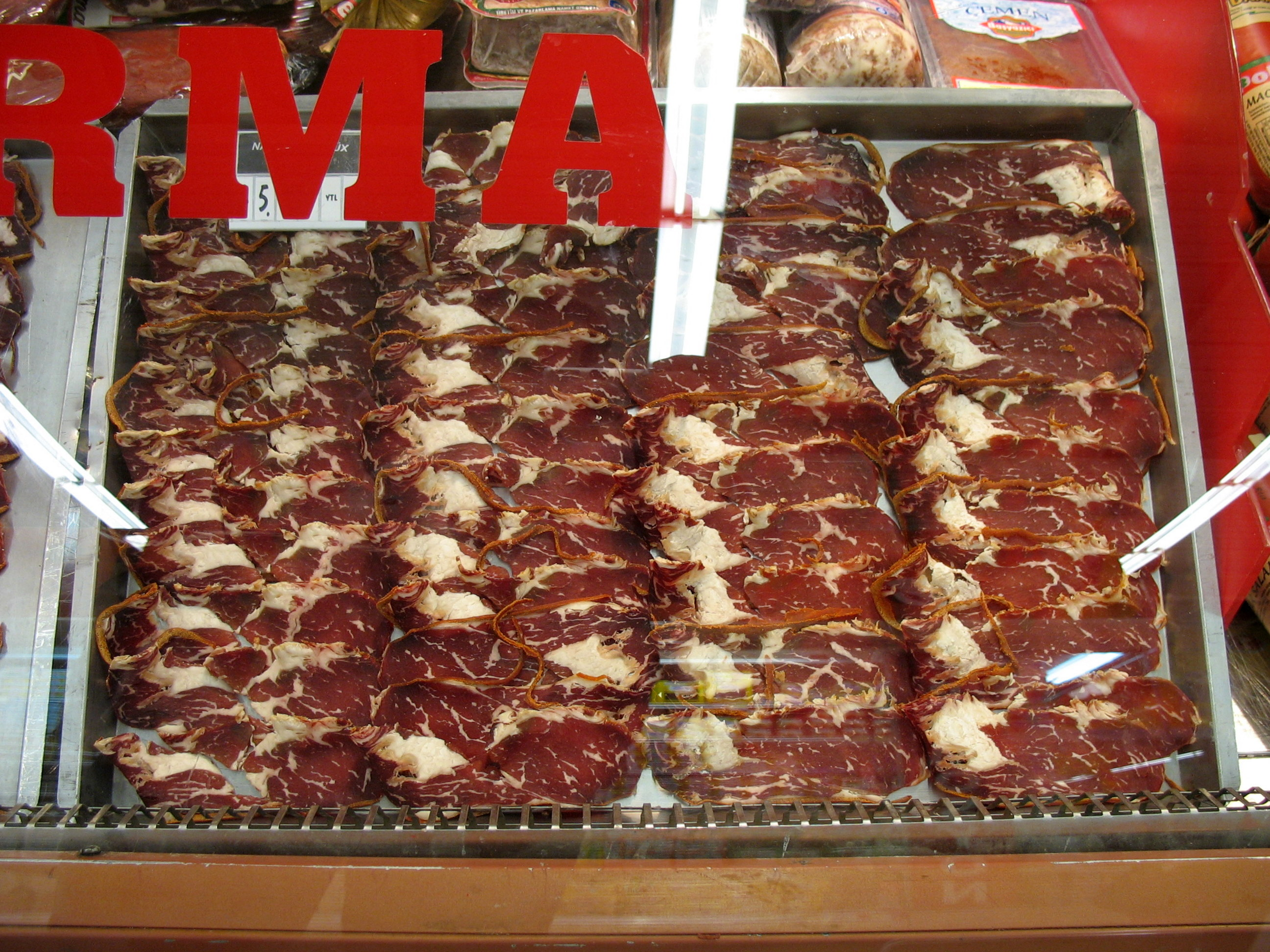
Пастирма
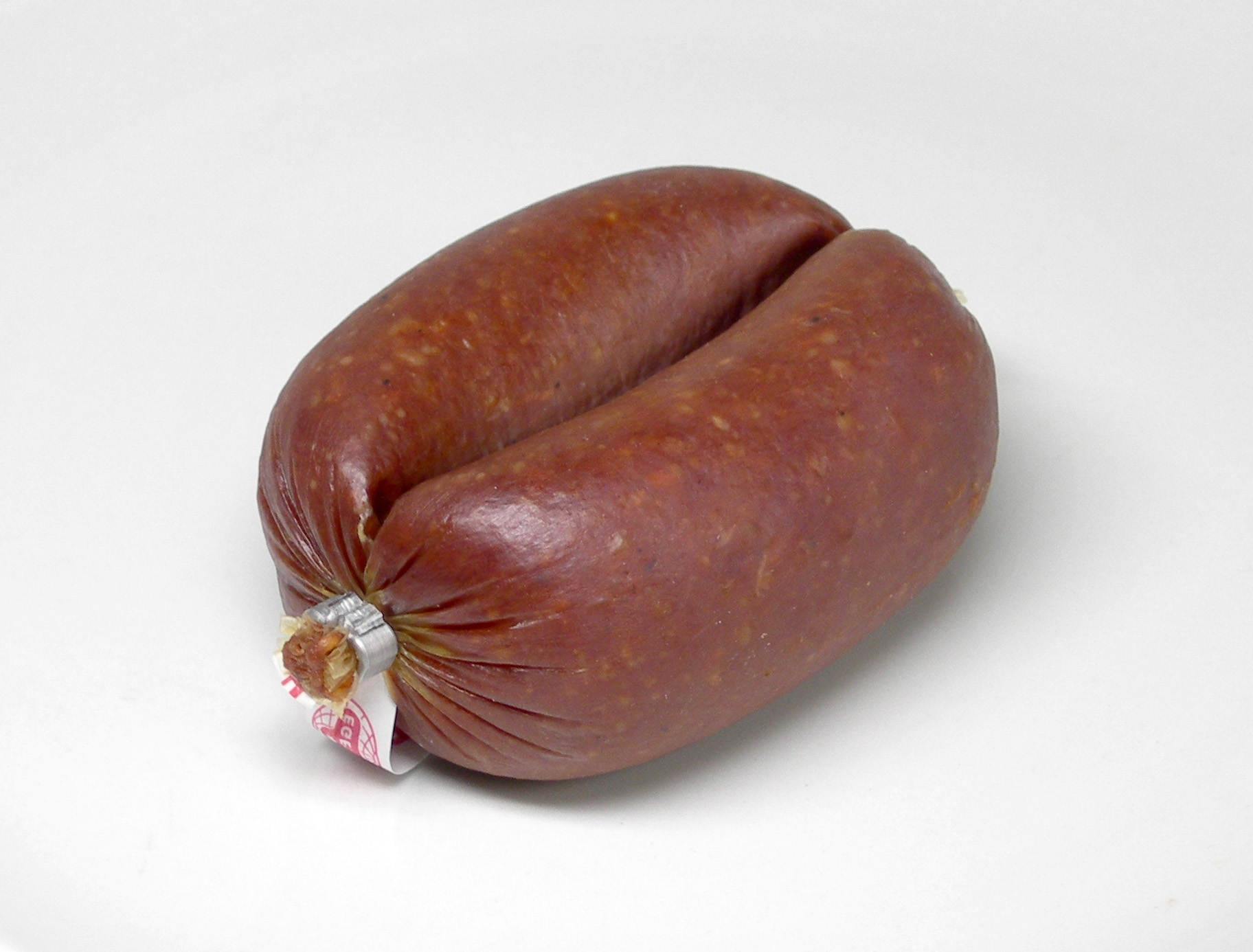
Суджук
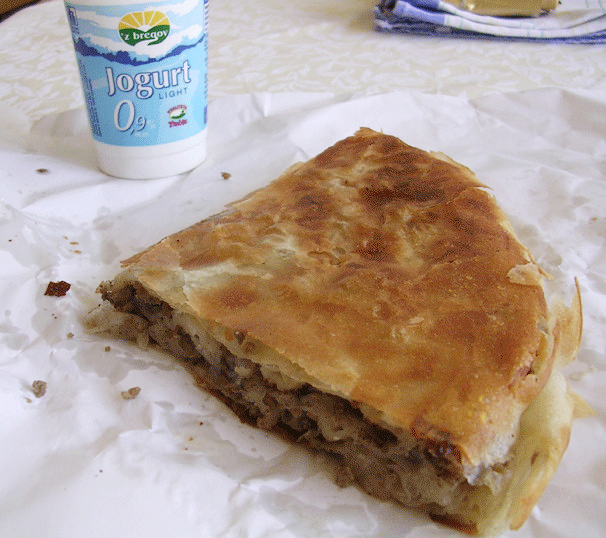
Бурек
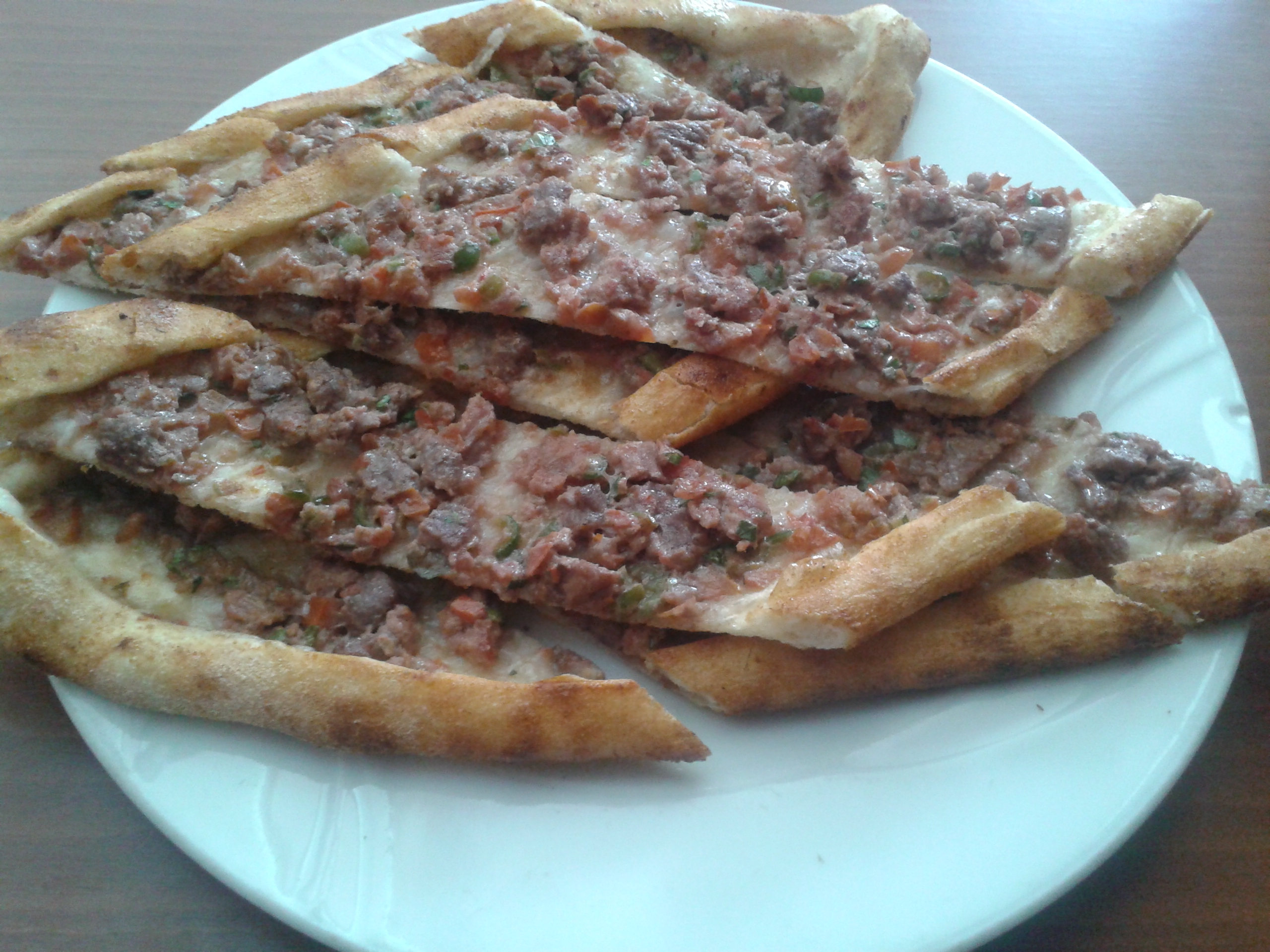
Піде
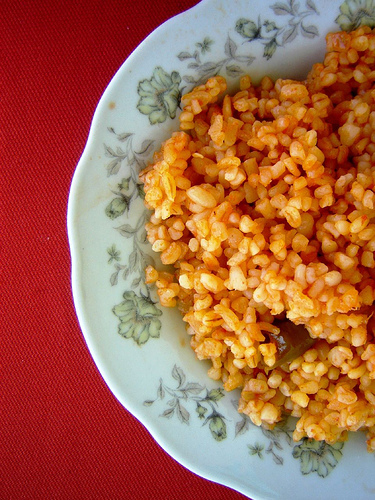
Булгур
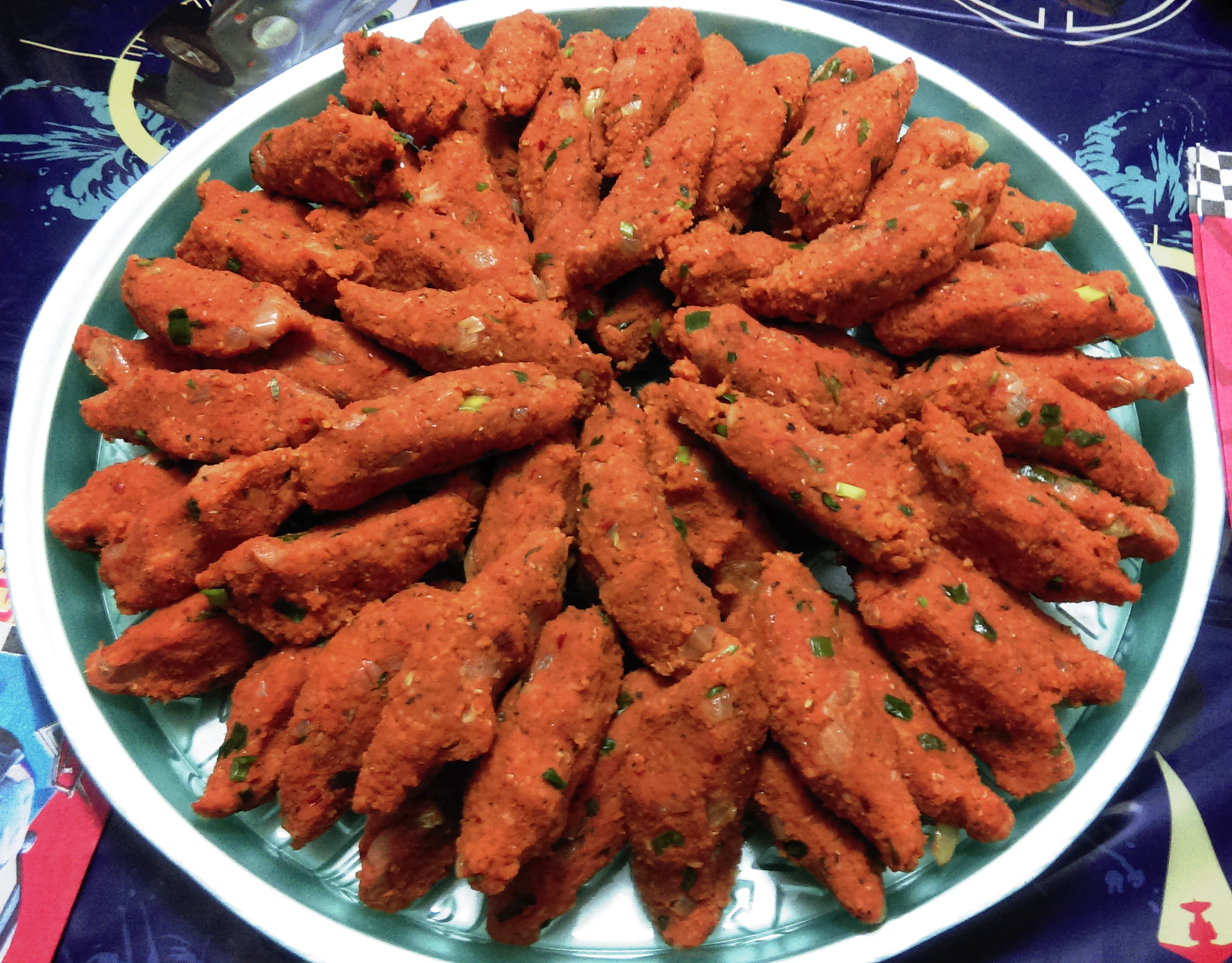
Мерджимек кефтесі
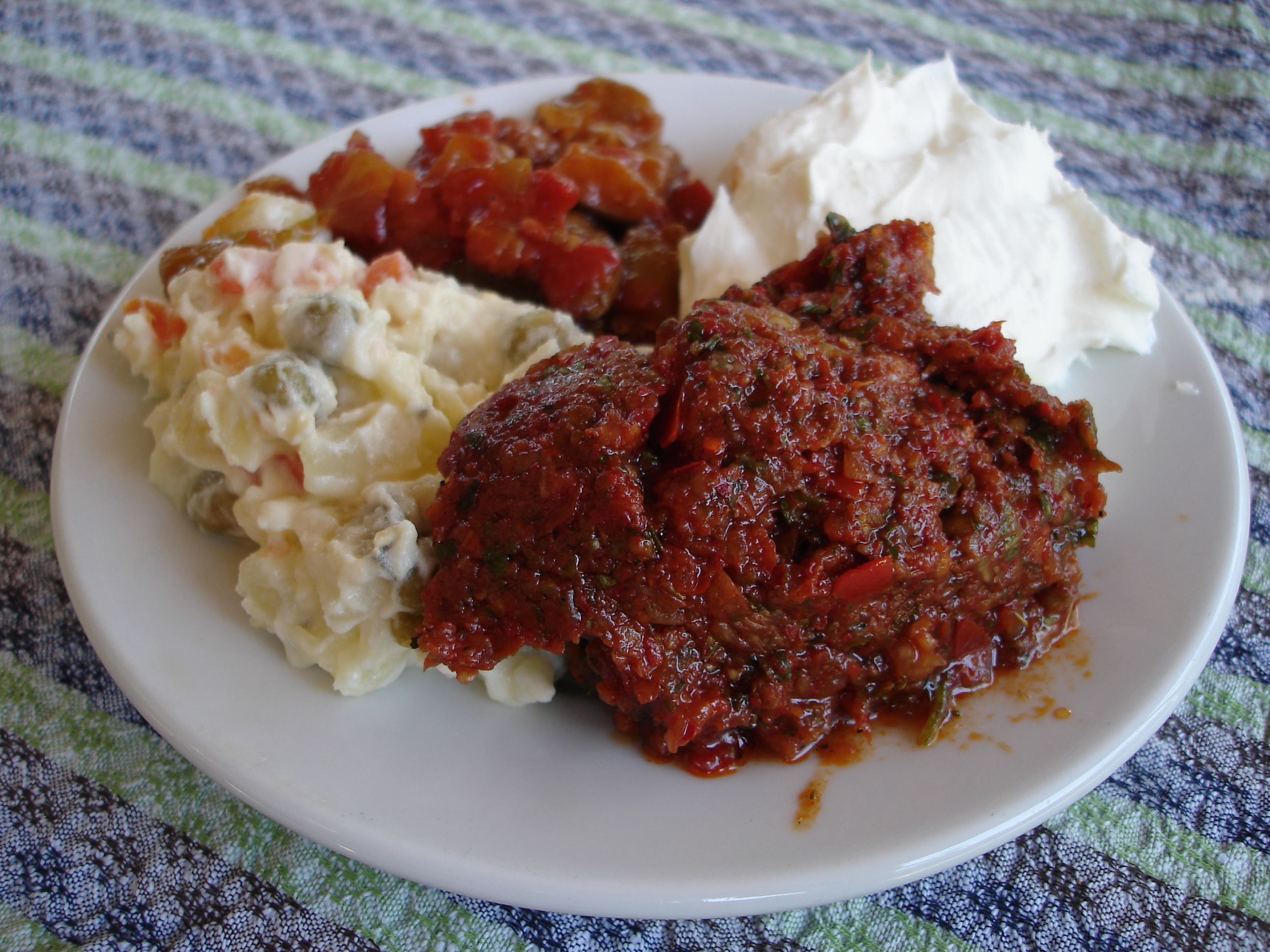
Мезе
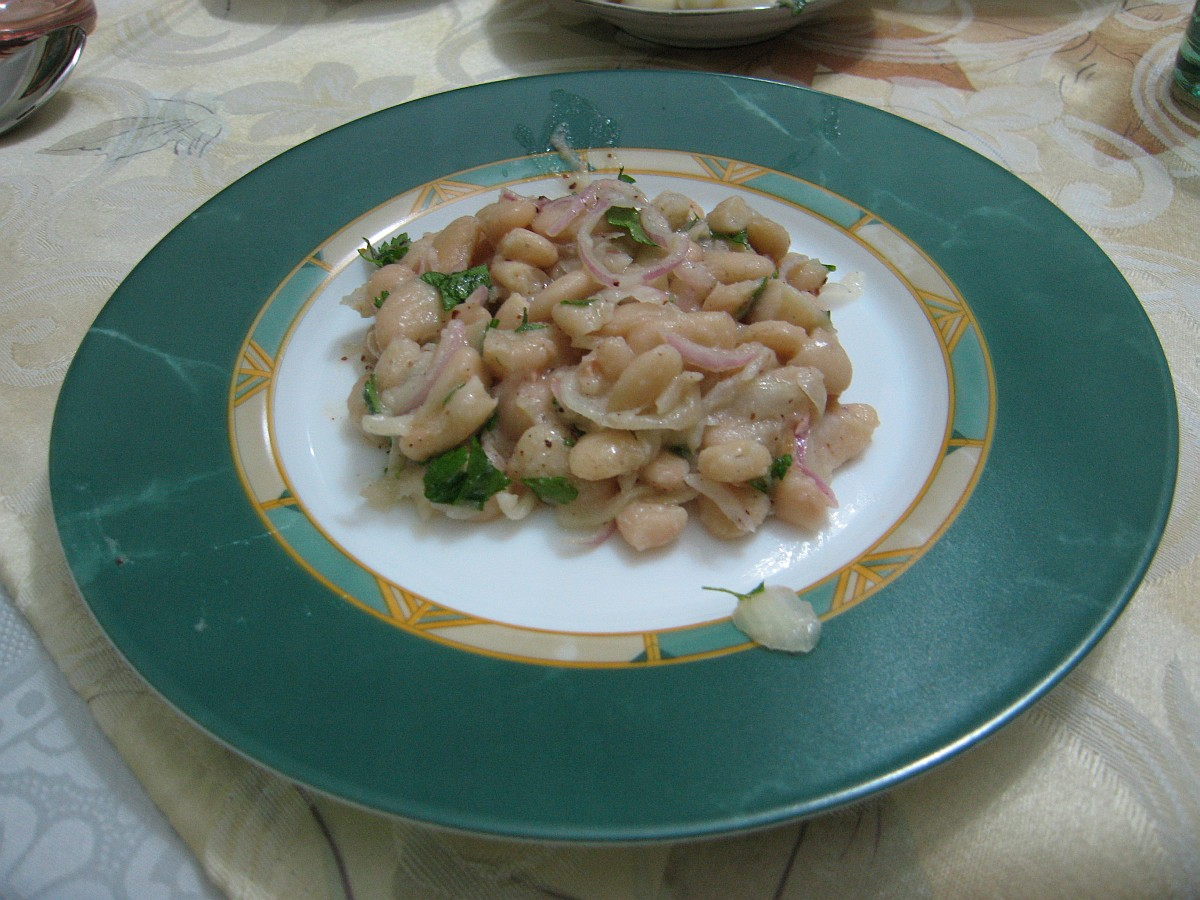
Піяз
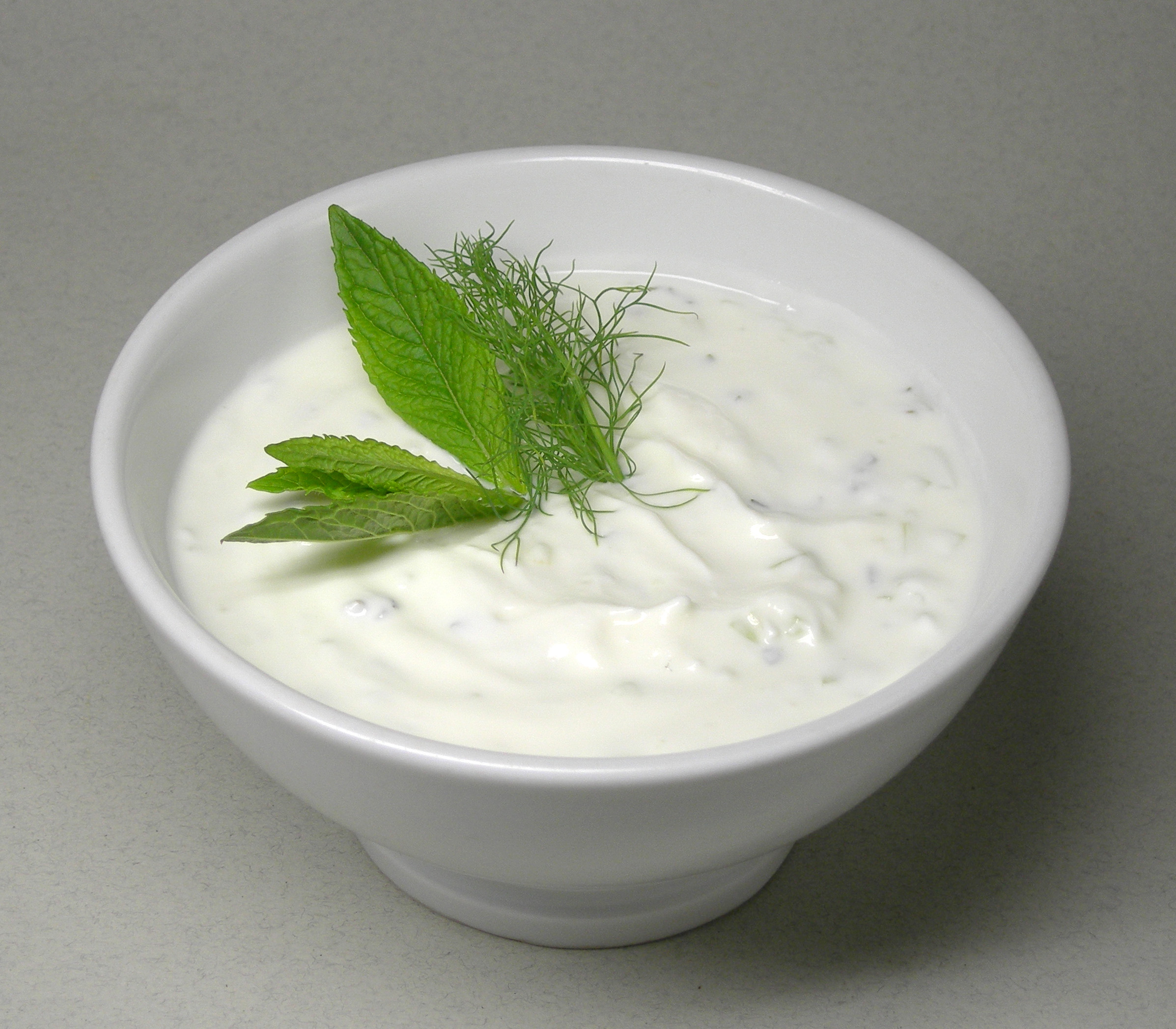
Джаджик
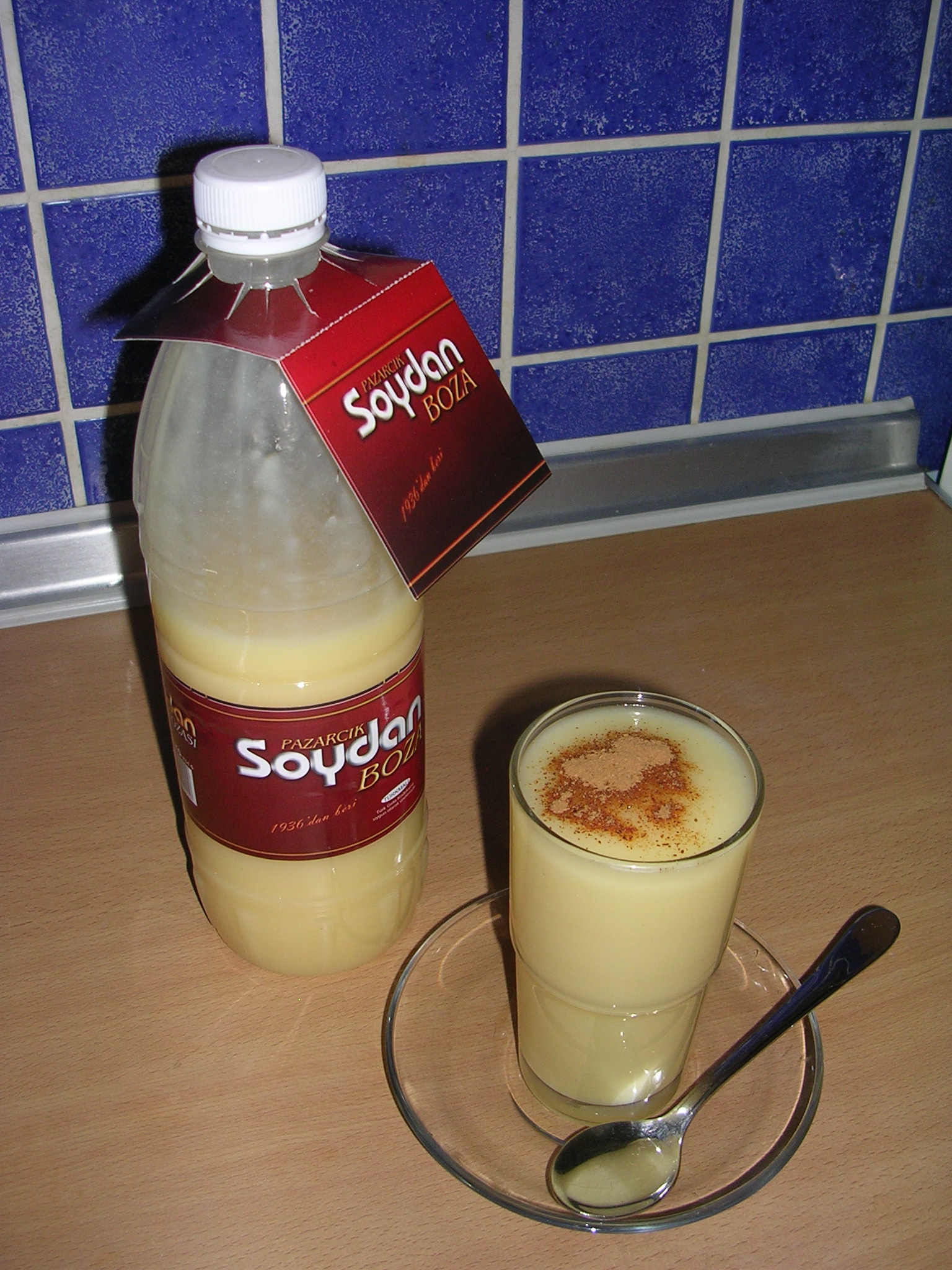
Буза
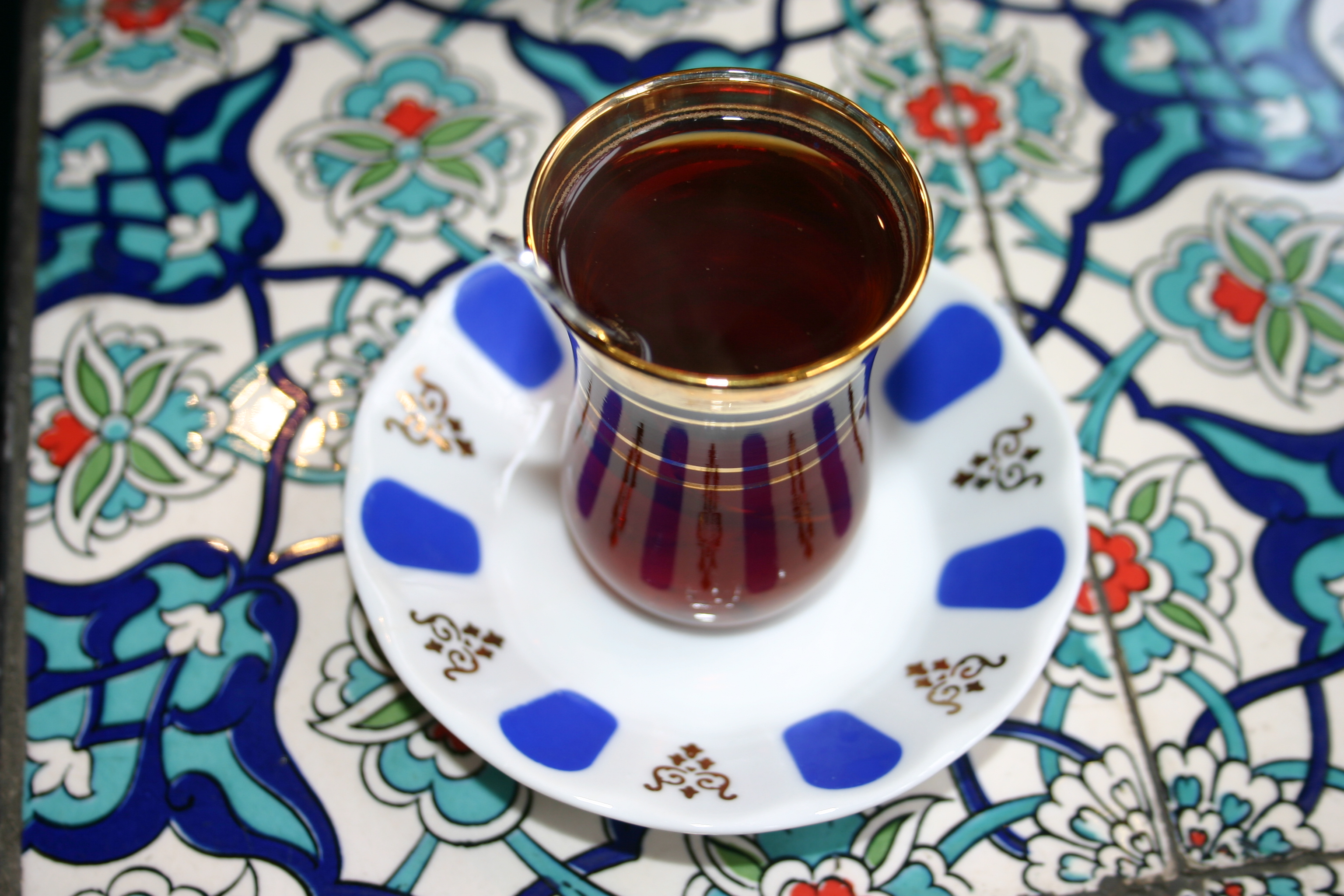
Чай по-турецьки
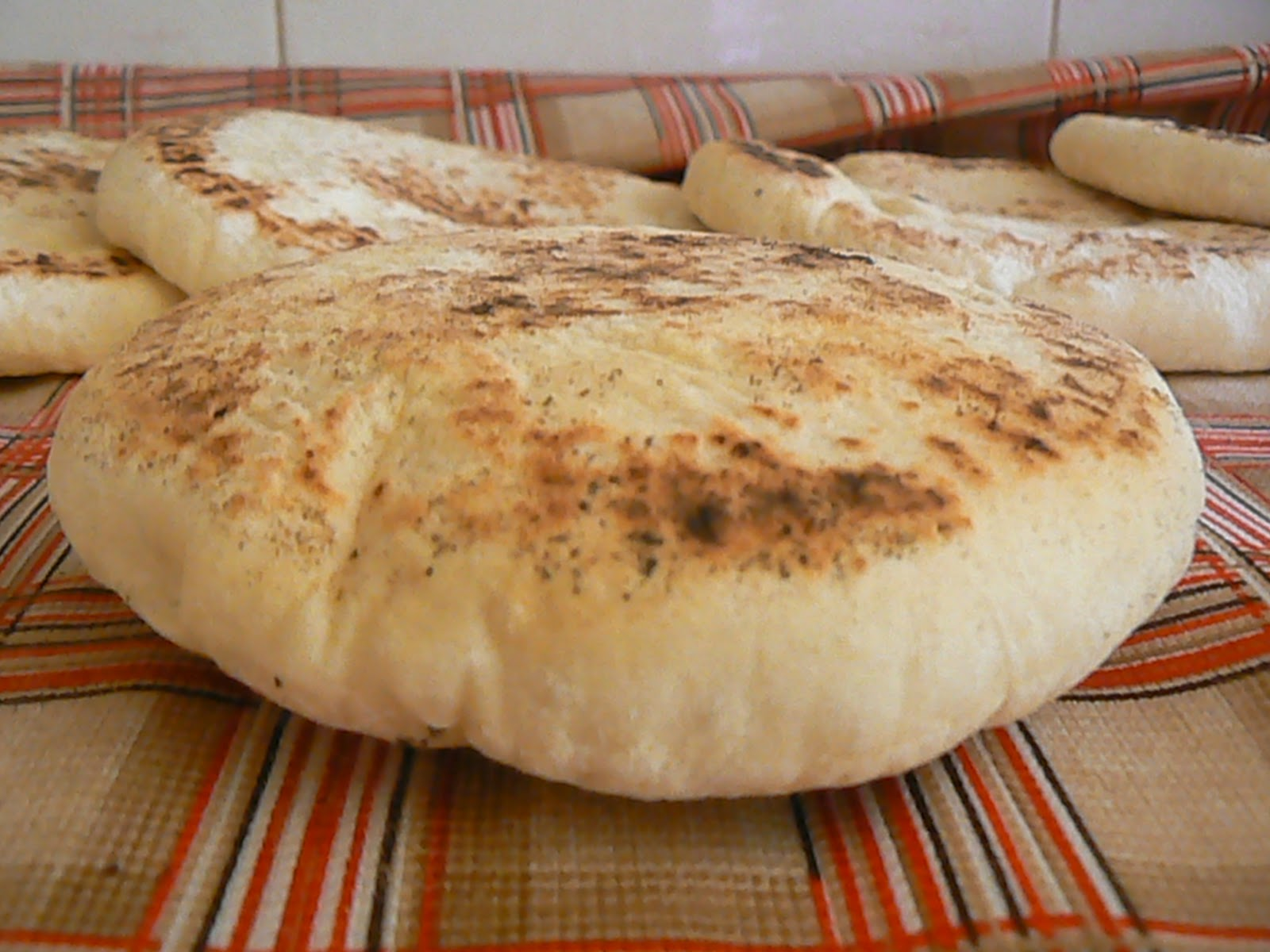
Базлама
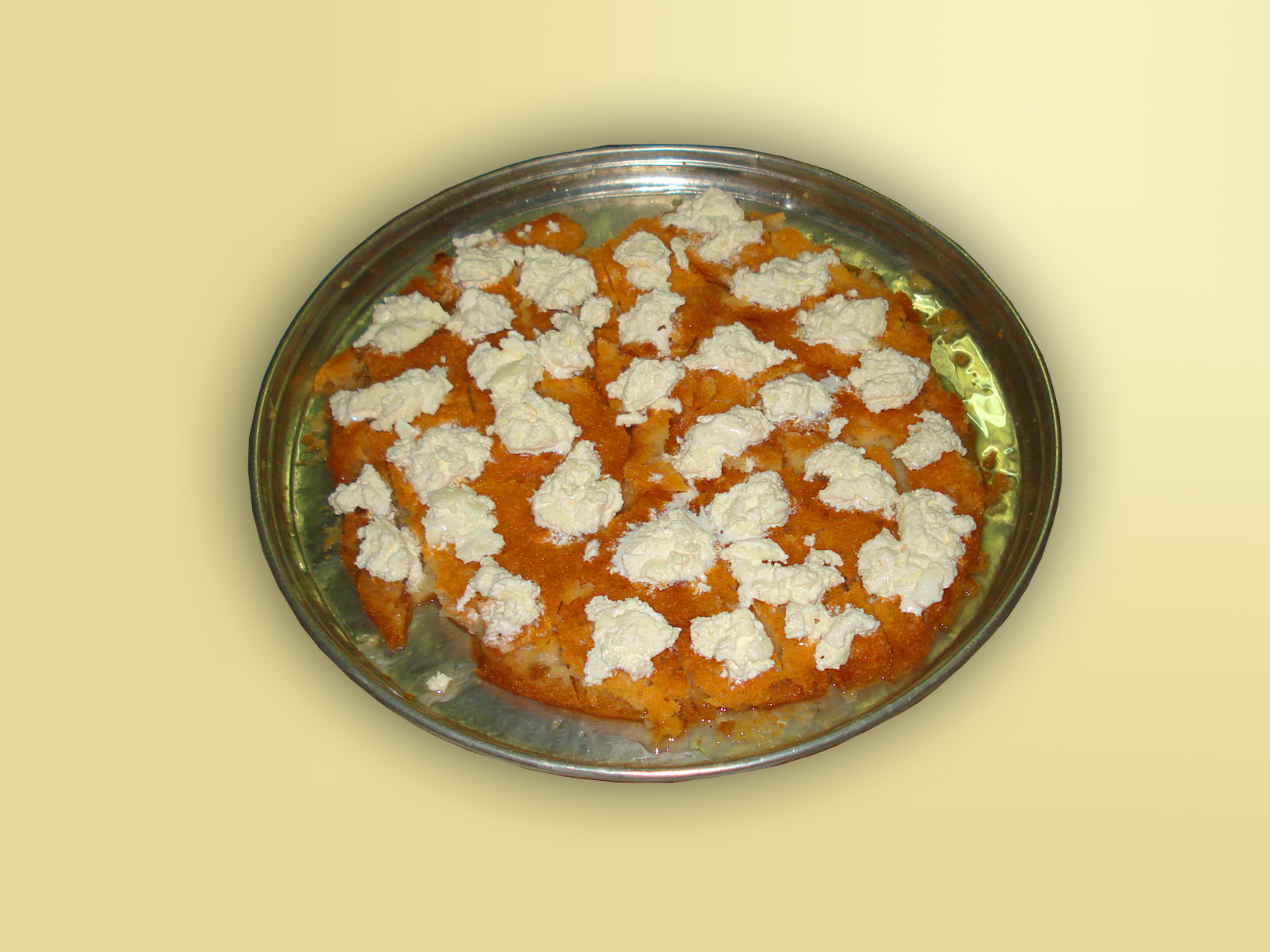
Екмек кадаїф
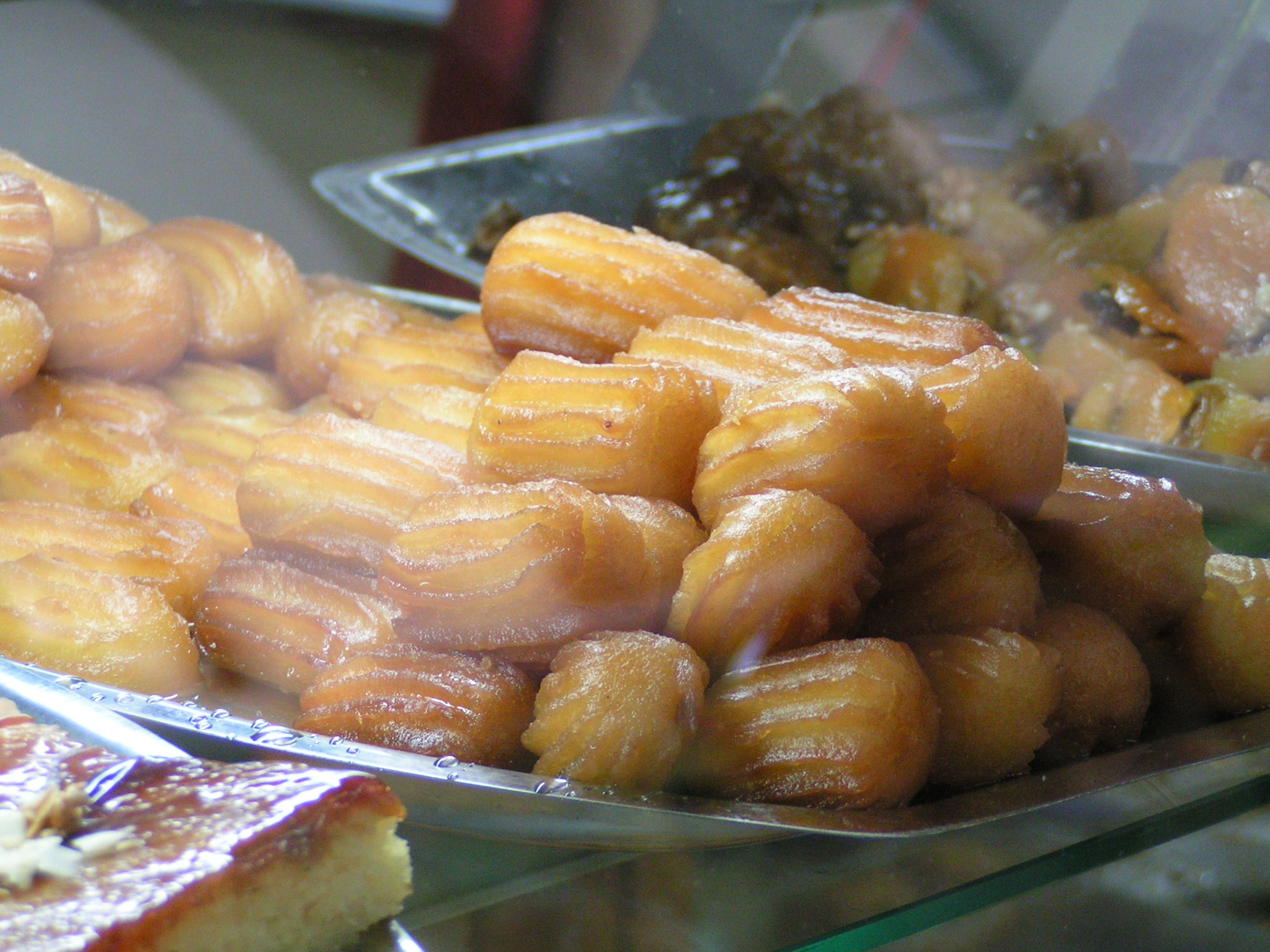
Тулумба
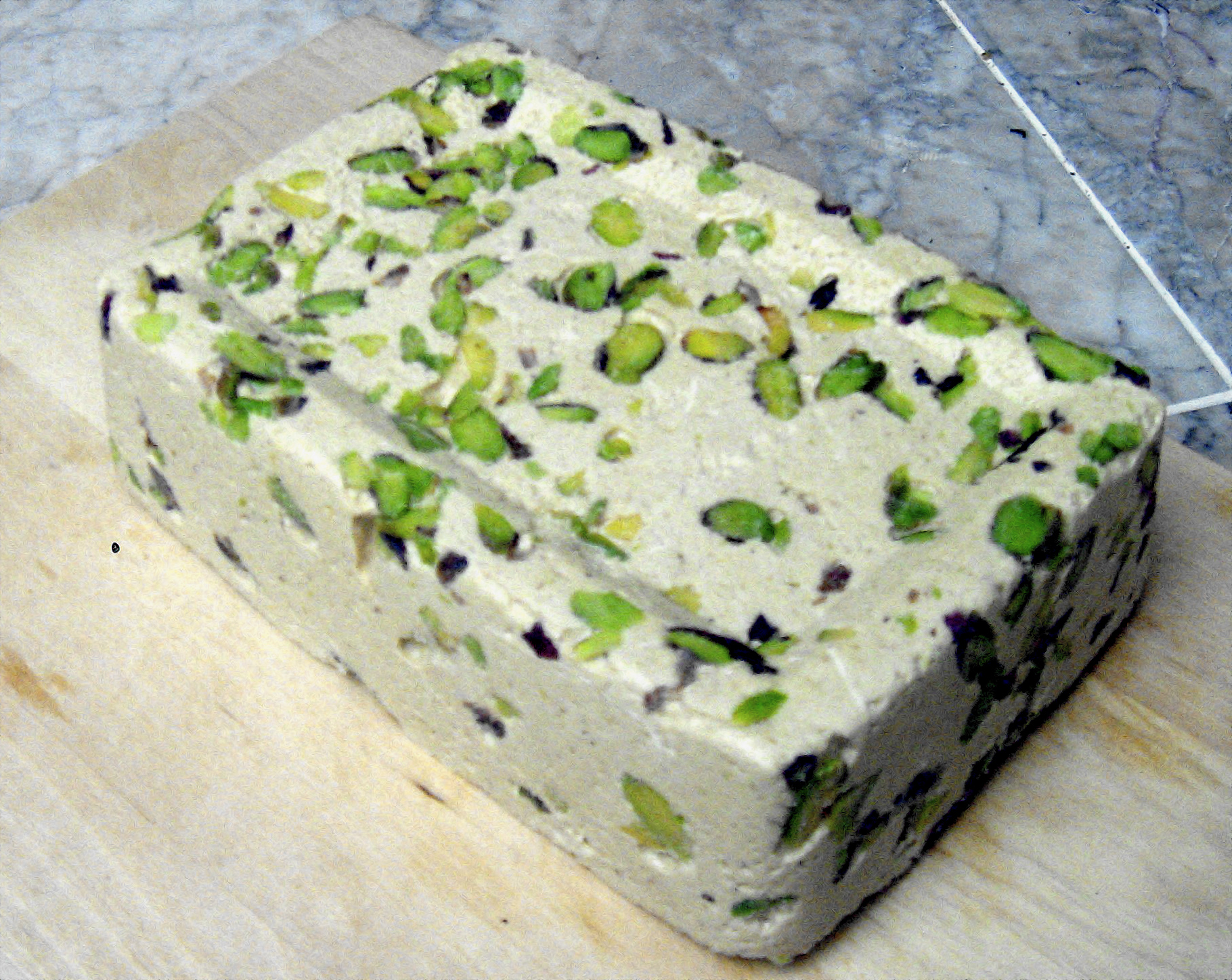
Халва
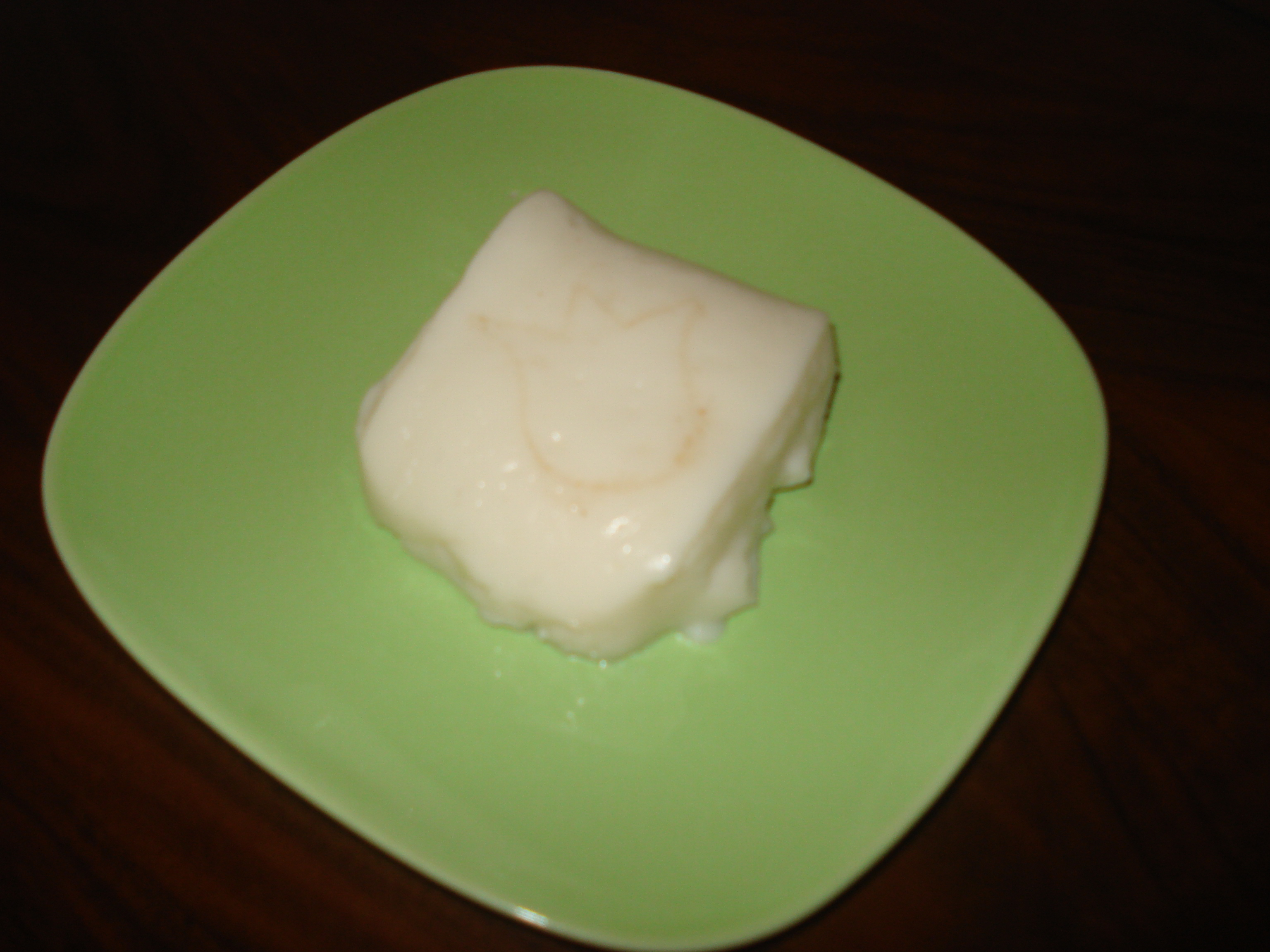
Тавук-гексу
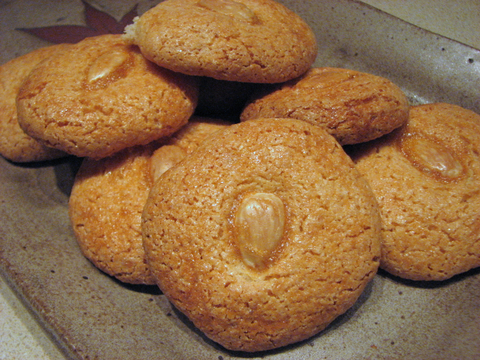
Курабіє
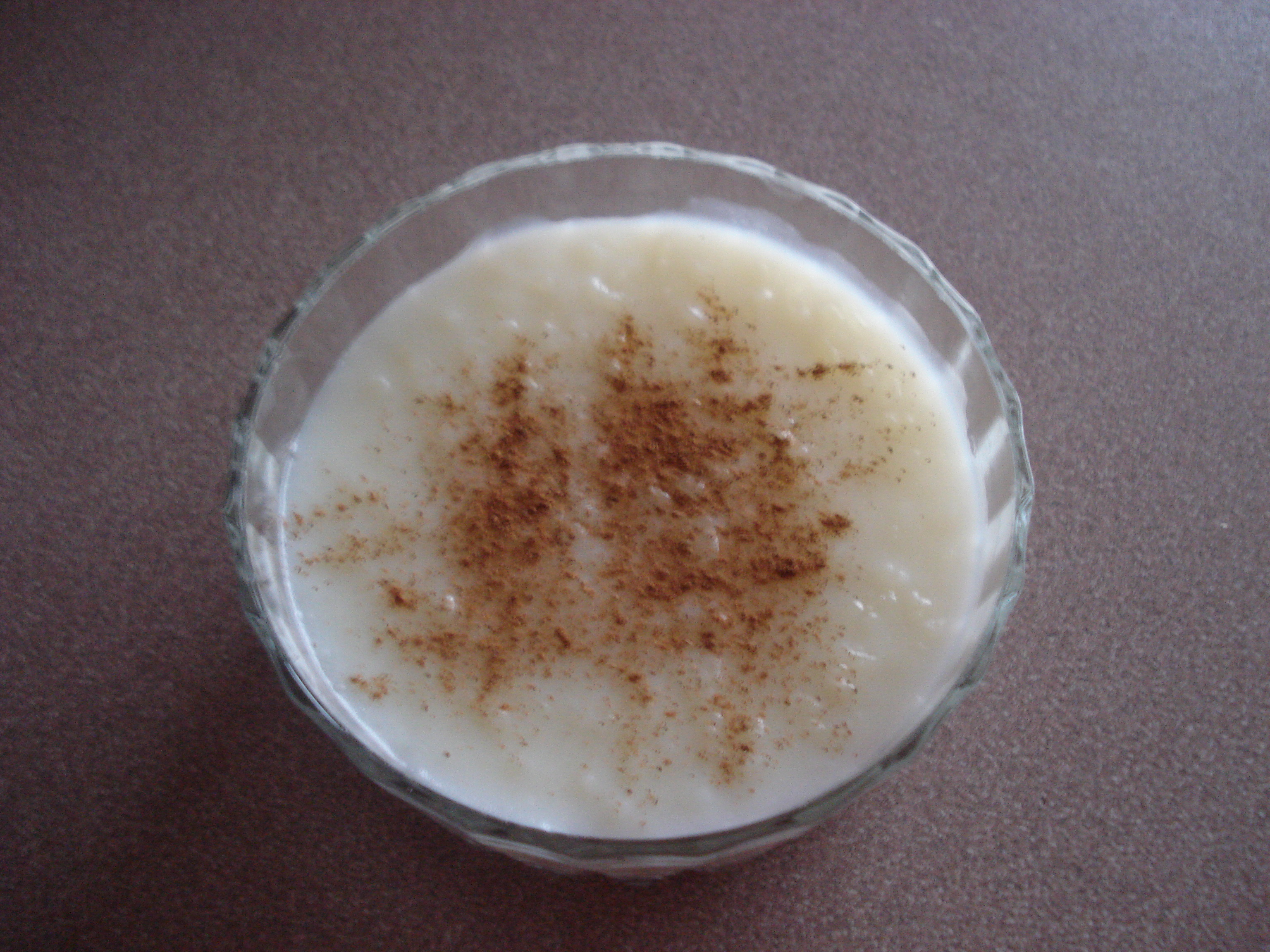
Сютлач
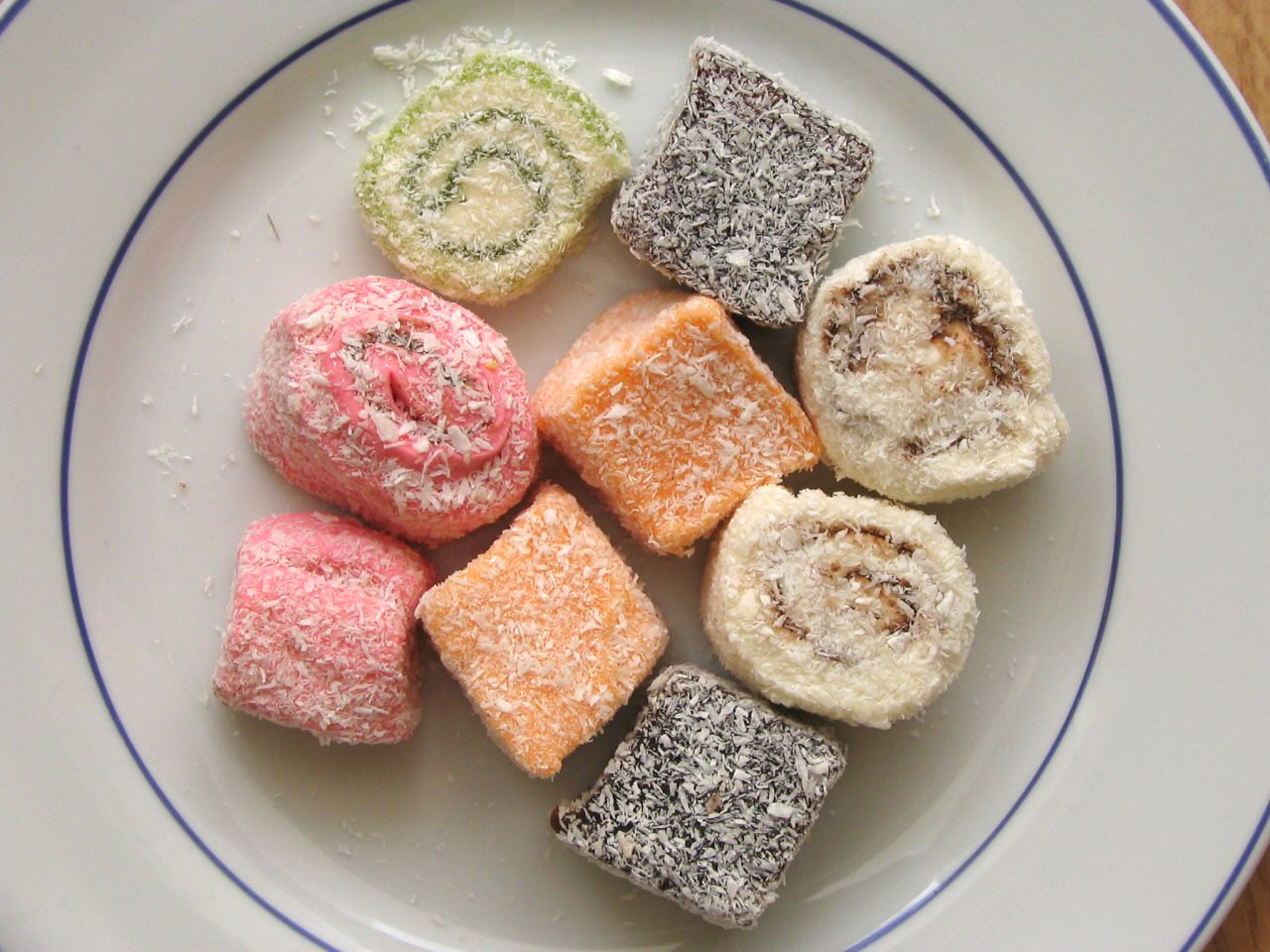
Лукум
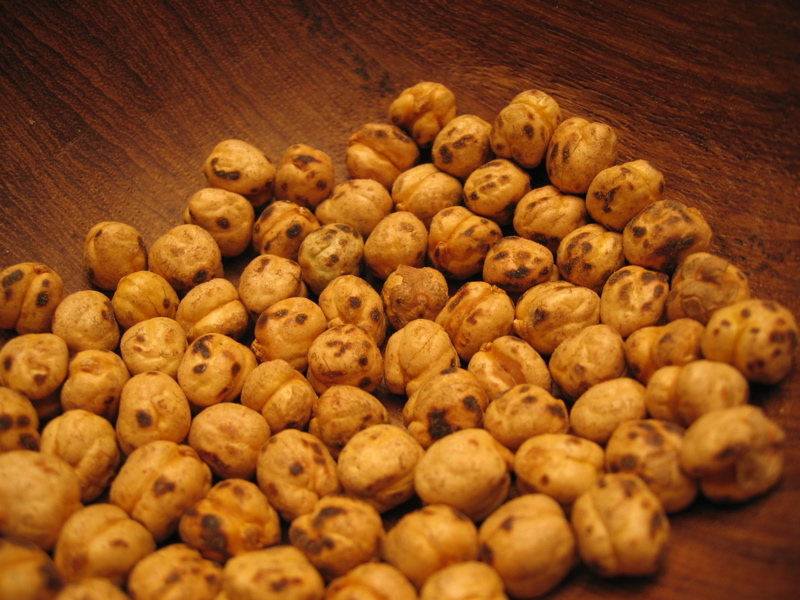
Леблебі

## Кухня інших тюркських народів
- Якутська кухня